# Liga Europa de la UEFA 2017-18
La Liga de Europa de la UEFA 2017-18, disputada el 16 de mayo de 2018, fue la 47.ª edición de la competición, la 9.ª bajo su actual denominación. La sede que acogió la final fue el Parc Olympique Lyonnais, ubicado en la ciudad de Lyon (Francia). Los contendientes en este partido fueron el Olympique de Marsella (que buscaba su primer título en la competición) y el Atlético de Madrid (que trataba de lograr su tercer título).
El campeón de esta edición fue el Atlético, que se impuso a su oponente francés por un claro resultado de 0-3. Gracias a esta victoria, jugó la Supercopa de Europa 2018 contra el Real Madrid, campeón de la Liga de Campeones de la UEFA 2017-18. Además, como campeón de la Liga Europa obtuvo una plaza en la  fase de grupos de la Liga de Campeones de la UEFA 2018-19, si bien ya había logrado la clasificación para la misma gracias a su desempeño en la Primera División de España.
El 24 de octubre de 2019, también se comunicó que el campeón de está edición participará de la Copa Mundial de Clubes de la FIFA 2021 en China.

## Calendario
| Fase                | Ronda                    | Fecha de sorteo               | Ida                                                             | Vuelta                                                          |
| ------------------- | ------------------------ | ----------------------------- | --------------------------------------------------------------- | --------------------------------------------------------------- |
| Fase Clasificatoria | 1.ª Ronda Clasificatoria | 19 de junio de 2017           | 29 de junio de 2017                                             | 6 de julio de 2017                                              |
| Fase Clasificatoria | 2.ª Ronda Clasificatoria | 19 de junio de 2017           | 13 de julio de 2017                                             | 20 de julio de 2017                                             |
| Fase Clasificatoria | 3.ª Ronda Clasificatoria | 14 de julio de 2017           | 27 de julio de 2017                                             | 3 de agosto de 2017                                             |
| Fase Clasificatoria | Ronda de Play-Off        | 4 de agosto de 2017           | 17 de agosto de 2017                                            | 24 de agosto de 2017                                            |
| Fase de grupos      | Fecha 1                  | 31 de agosto de 2017 (Mónaco) | 14 de septiembre de 2017                                        | 14 de septiembre de 2017                                        |
| Fase de grupos      | Fecha 2                  | 31 de agosto de 2017 (Mónaco) | 28 de septiembre de 2017                                        | 28 de septiembre de 2017                                        |
| Fase de grupos      | Fecha 3                  | 31 de agosto de 2017 (Mónaco) | 19 de octubre de 2017                                           | 19 de octubre de 2017                                           |
| Fase de grupos      | Fecha 4                  | 31 de agosto de 2017 (Mónaco) | 2 de noviembre de 2017                                          | 2 de noviembre de 2017                                          |
| Fase de grupos      | Fecha 5                  | 31 de agosto de 2017 (Mónaco) | 23 de noviembre de 2017                                         | 23 de noviembre de 2017                                         |
| Fase de grupos      | Fecha 6                  | 31 de agosto de 2017 (Mónaco) | 7 de diciembre de 2017                                          | 7 de diciembre de 2017                                          |
| Fase Eliminatoria   | Dieciseisavos de final   | 11 de diciembre de 2017       | 15 de febrero de 2018                                           | 22 de febrero de 2018                                           |
| Fase Eliminatoria   | Octavos de final         | 23 de febrero de 2018         | 8 de marzo de 2018                                              | 15 de marzo de 2018                                             |
| Fase Eliminatoria   | Cuartos de final         | 16 de marzo de 2018           | 5 de abril de 2018                                              | 12 de abril de 2018                                             |
| Fase Eliminatoria   | Semifinales              | 13 de abril de 2018           | 26 de abril de 2018                                             | 3 de mayo de 2018                                               |
| Fase Eliminatoria   | Final                    | 13 de abril de 2018           | 16 de mayo de 2018 en el Parc Olympique Lyonnais, Lyon, Francia | 16 de mayo de 2018 en el Parc Olympique Lyonnais, Lyon, Francia |

## Distribución de equipos por Asociaciones
Se espera un total de 190 equipos (incluyendo 33 conjuntos eliminados de fases distintas de la Liga de Campeones) de 55 federaciones nacionales. Dependiendo de sus respectivos Coeficiente UEFA, las federaciones tienen un número determinado de plazas.
Para más detalle véase Coeficiente UEFA para 2017-18
- Asociaciones 1–51 (excepto Liechtenstein) cada uno tiene tres equipos calificados.
- Asociaciones 52–54 cada uno tiene dos equipos clasificados.
- Liechtenstein y Kosovo tienen cada uno un equipo calificado (Liechtenstein organiza sólo una copa doméstica y ninguna liga doméstica, Kosovo según decisión del Comité Ejecutivo de la UEFA).
- Además, 33 equipos eliminados de la Liga de Campeones de la UEFA 2017-18 son transferidos a la Liga de Europa.

|                                            | Equipos que entran en esta fase | Equipos que proceden de la fase anterior                      | Equipos que proceden de la Liga de Campeones |
| ------------------------------------------ | --- | ------------------------------------------------------------- | --- |
| Primera Ronda Clasificatoria (100 equipos) | - 29 ganadores de las copas nacionales de las federaciones 25 a 55 - 36 subcampeones de las ligas nacionales de las federaciones 18 a 54 (excepto Liechtenstein) - 35 terceros de las ligas nacionales de las federaciones 16 a 51 (excepto Liechtenstein) | -                                                             | - |
| Segunda Ronda Clasificatoria (66 equipos)  | - 8 ganadores de las copas nacionales de las federaciones 19 a 26 - 2 subcampeones de las ligas nacionales de las federaciones 16 y 17 - 6 cuartos de las ligas nacionales de las federaciones 10 a 15 | - 50 ganadores de la Primera Fase Clasificatoria              | - |
| Tercera Ronda Clasificatoria (58 equipos)  | - 5 ganadores de las copas nacionales de las federaciones 14 a 18 - 9 terceros de las ligas nacionales de las federaciones 7 a 15 - 5 cuartos de las ligas nacionales de las federaciones 5 a 9 - 3 quintos de las ligas nacionales de las federaciones 4 a 6 (para Francia el campeón de la Copa de la Liga) - 3 sextos de las ligas nacionales de las federaciones 1 a 3 (para Inglaterra el campeón de la Copa de la Liga) | - 33 ganadores de la Segunda Fase Clasificatoria              | - |
| Ronda de Play-Off (44 equipos)             | - | - 29 ganadores de la Tercera Fase Clasificatoria              | - 10 perdedores de la Tercera Fase Clasificatoria de la Ruta de Campeones de la Liga de Campeones - 5 perdedores de la Tercera Fase Clasificatoria de la Ruta de Liga de la Liga de Campeones |
| Fase de grupos (48 equipos)                | - 13 ganadores de las copas nacionales de las federaciones 1 a 13 - 1 cuarto de las liga nacional de la federación 4 - 3 quintos de las ligas nacionales de las federaciones 1 a 3 - -1 equipo campeón de la Liga de Europa de la UEFA 2016-17 | - 22 ganadores de la eliminatoria                             | - 5 perdedores de la Ronda de Play-Off de la Ruta de Campeones de la Liga de Campeones - 5 perdedores de la Ronda de Play-Off de la Ruta de Liga de la Liga de Campeones                      |
| Fase Eliminatoria (32 equipos)             | - | - 12 primeros lugares de grupo - 12 segundos lugares de grupo | - 8 terceros lugares de la Fase de grupos de la Liga de Campeones |

### Clasificación de las Asociaciones de la UEFA
| Rank  | Federación                     | Coef.   | 16/s  | FdG   | 4R    | 3R    | 2R    | 1R    | Total |
| ----- | ------------------------------ | ------- | ----- | ----- | ----- | ----- | ----- | ----- | ----- |
| 1     | España                         | 105.713 |       | 2     |       | 1     |       |       | 3     |
| 2     | Alemania                       | 80.177  |       | 2     |       | 1     |       |       | 3     |
| 3     | Inglaterra                     | 76.284  |       | 2-1   |       | 1     |       |       | 2     |
| 4     | Italia                         | 70.439  |       | 2     |       | 1     |       |       | 3     |
| 5     | Portugal                       | 53.082  |       | 1     |       | 2     |       |       | 3     |
| 6     | Francia                        | 52.749  |       | 1     |       | 2     |       |       | 3     |
| 7     | Rusia                          | 51.082  |       | 1     |       | 2     |       |       | 3     |
| 8     | Ucrania                        | 44.883  |       | 1     |       | 2     |       |       | 3     |
| 9     | Bélgica                        | 40.000  |       | 1     |       | 2     |       |       | 3     |
| 10    | Países Bajos                   | 35.563  |       | 1     |       | 1     | 1     |       | 3     |
| 11    | Turquía                        | 34.600  |       | 1     |       | 1     | 1     |       | 3     |
| 12    | Suiza                          | 33.775  |       | 1     |       | 1     | 1     |       | 3     |
| 13    | República Checa                | 32.925  |       | (1)   |       | 1     | 1     |       | 3     |
| 14    | Grecia                         | 29.700  |       |       |       | 2     | 1     |       | 3     |
| 15    | Rumania                        | 25.383  |       |       |       | 2     | 1     |       | 3     |
| 16    | Austria                        | 25.100  |       |       |       | 1     | 1     | 1     | 3     |
| 17    | Croacia                        | 23.875  |       |       |       | 1     | 1     | 1     | 3     |
| 18    | Polonia                        | 22.500  |       |       |       | (1)   |       | 2     | 3     |
| 19    | Chipre                         | 22.175  |       |       |       |       | 1     | 2     | 3     |
| 20    | Bielorrusia                    | 20.000  |       |       |       |       | 1     | 2     | 3     |
| 21    | Suecia                         | 19.875  |       |       |       |       | 1     | 2     | 3     |
| 22    | Noruega                        | 19.250  |       |       |       |       | 1     | 2     | 3     |
| 23    | Israel                         | 18.625  |       |       |       |       | 1     | 2     | 3     |
| 24    | Dinamarca                      | 18.600  |       |       |       |       | 1     | 2     | 3     |
| 25    | Escocia                        | 17.300  |       |       |       |       | (1)   | 2     | 3     |
| 26    | Azerbaiyán                     | 14.875  |       |       |       |       | (1)   | 2     | 3     |
| 27    | Serbia                         | 14.625  |       |       |       |       |       | 3     | 3     |
| 28    | Kazajistán                     | 14.125  |       |       |       |       |       | 3     | 3     |
| 29    | Bulgaria                       | 13.125  |       |       |       |       |       | 3     | 3     |
| 30    | Eslovenia                      | 13.125  |       |       |       |       |       | 3     | 3     |
| 31    | Eslovaquia                     | 12.000  |       |       |       |       |       | 3     | 3     |
| 32    | Liechtenstein                  | 10.500  |       |       |       |       |       | 1     | 1     |
| 33    | Hungría                        | 9.875   |       |       |       |       |       | 3     | 3     |
| 34    | Moldavia                       | 9.125   |       |       |       |       |       | 3     | 3     |
| 35    | Islandia                       | 8.750   |       |       |       |       |       | 3     | 3     |
| 36    | Georgia                        | 8.125   |       |       |       |       |       | 3     | 3     |
| 37    | Finlandia                      | 7.400   |       |       |       |       |       | 3     | 3     |
| 38    | Bosnia y Herzegovina           | 7.125   |       |       |       |       |       | 3     | 3     |
| 39    | Albania                        | 6.625   |       |       |       |       |       | 3     | 3     |
| 40    | República de Macedonia         | 6.000   |       |       |       |       |       | 3     | 3     |
| 41    | República de Irlanda           | 5.450   |       |       |       |       |       | 3     | 3     |
| 42    | Letonia                        | 5.375   |       |       |       |       |       | 3     | 3     |
| 43    | Luxemburgo                     | 5.250   |       |       |       |       |       | 3     | 3     |
| 44    | Montenegro                     | 4.875   |       |       |       |       |       | 3     | 3     |
| 45    | Lituania                       | 4.625   |       |       |       |       |       | 3     | 3     |
| 46    | Irlanda del Norte              | 4.500   |       |       |       |       |       | 3     | 3     |
| 47    | Estonia                        | 4.250   |       |       |       |       |       | 3     | 3     |
| 48    | Armenia                        | 4.125   |       |       |       |       |       | 3     | 3     |
| 49    | Islas Feroe                    | 3.625   |       |       |       |       |       | 3     | 3     |
| 50    | Malta                          | 3.583   |       |       |       |       |       | 3     | 3     |
| 51    | Gales                          | 3.500   |       |       |       |       |       | 3     | 3     |
| 52    | Gibraltar                      | 1.000   |       |       |       |       |       | 2     | 2     |
| 53    | Andorra                        | 0.999   |       |       |       |       |       | 2     | 2     |
| 54    | San Marino                     | 0.333   |       |       |       |       |       | 2     | 2     |
| 55    | Kosovo                         | 0.000   |       |       |       |       |       | 1     | 1     |
| -     | Transferidos Liga de Campeones | -       | 8     | 10    | 15    |       |       |       | 33    |
| TOTAL | TOTAL                          | TOTAL   | TOTAL | TOTAL | TOTAL | TOTAL | TOTAL | TOTAL | 190   |

- Debido a que el Campeón de la Liga Europa 2016-17 (Manchester United) no se clasificó para la Liga de Campeones mediante su liga, dejó un cupo vacante en Fase de Grupos de la Liga de Europa, el cual se redistribuyó de la siguiente manera:
  - El campeón de la copa nacional de la asociación 13 (República Checa) transfiere un cupo de 3ª Ronda a Fase de Grupos.
  - El campeón de la copa nacional de la asociación 18 (Polonia) transfiere un cupo de 2da Ronda a 3ª Ronda.
  - Los campeones de la copa nacional de la asociaciones 25 y 26 (Escocia y Azerbaiyán) transfieren un cupo de 1ª Ronda a 2ª Ronda respectivamente.

## Equipos
- CC: Campeón de la copa
- N.º: Posición en la Liga
- PO: Play-Off
- LC: Procedente de la Liga de Campeones
  - FG: Terceros en la Fase de grupos
  - PO: Perdedores del  Play-Off
  - 3FC: Perdedores de la Tercera ronda previa

| Dieciseisavos de final      | Dieciseisavos de final         | Dieciseisavos de final     | Dieciseisavos de final       |
| --------------------------- | ------------------------------ | -------------------------- | ---------------------------- |
| CSKA Moscú (LC FG)          | Celtic (LC FG)                 | Atlético de Madrid (LC FG) | Sporting de Portugal (LC FG) |
| Napoli (LC FG)              | Spartak Moscú (LC FG)          | RB Leipzig (LC FG)         | Borussia Dortmund (LC FG)    |
| Fase de grupos              |                                |                            |                              |
| Villarreal (5.º)            | Vitória Guimarães (4.º)        | Lugano (3.º)               | İstanbul Başakşehir (LC PO)  |
| Real Sociedad (6.º)         | Lyon (4.º)                     | Fastav Zlín (CC)           | Young Boys (LC PO)           |
| Colonia (5.º)               | Lokomotiv Moscú (CC)           | Copenhague (LC PO)         | Niza (LC PO)                 |
| Hertha Berlín (6.º)         | Zorya Lugansk (3.º)            | Slavia Praga (LC PO)       | Hoffenheim (LC PO)           |
| Arsenal (CC)                | Zulte Waregem (CC)             | Rijeka (LC PO)             | Steaua de Bucarest (LC PO)   |
| Atalanta (4.º)              | Vitesse (CC)                   | Astana (LC PO)             |                              |
| Lazio (5.º)                 | Konyaspor (CC)                 | Hapoel Be'er Sheva (LC PO) |                              |
| Ronda de Play-Off           |                                |                            |                              |
| BATE Borisov (LC 3FC)       | Rosenborg (LC 3FC)             | Sheriff Tiraspol (LC 3FC)  | Dinamo de Kiev (LC 3FC)      |
| Legia Varsovia (LC 3FC)     | Ludogorets Razgrad (LC 3FC)    | Partizán (LC 3FC)          | AEK Atenas (LC 3FC)          |
| FH (LC 3FC)                 | Viitorul (LC 3FC)              | Viktoria Plzeň (LC 3FC)    | Brujas (LC 3FC)              |
| Vardar (LC 3FC)             | Red Bull Salzburgo (LC 3FC)    | Ajax (LC 3FC)              |                              |
| Tercera Fase Clasificatoria |                                |                            |                              |
| Athletic de Bilbao (7.º)    | Girondins de Burdeos (6.º)     | PSV Eindhoven (3.º)        | Craiova (5.º)                |
| Friburgo (7.º)              | Zenit de San Petersburgo (3.º) | Fenerbahçe (3.º)           | Austria Viena (2.º)          |
| Everton (7.º)               | Krasnodar (4.º)                | Sion (4.º)                 | Dinamo Zagreb (2.º)          |
| Milán (6.º)                 | Olimpik Donetsk (4.º)          | Sparta Praga (3.º)         | Arka Gdynia (CC)             |
| Sporting Braga (5.º)        | Oleksandria (5.º)              | PAOK Salónica (CC)         |                              |
| Marítimo (6.º)              | Gante (3.º)                    | Panathinaikos (4.º)        |                              |
| Marsella (5.º)              | Oostende (PO)                  | Dinamo de Bucarest (3.º)   |                              |
| Segunda Fase Clasificatoria |                                |                            |                              |
| Utrecht (PO)                | Panionios (5.º)                | Apollon Limassol (CC)      | Bnei Yehuda (CC)             |
| Galatasaray (4.º)           | Astra Giurgiu (6.º)            | Dinamo Brest (CC)          | Brøndby (2.º)                |
| Lucerna (5.º)               | Sturm Graz (3.º)               | Östersunds (CC)            | Aberdeen (2.º)               |
| Mladá Boleslav (4.º)        | Hajduk Split (3.º)             | Brann (2.º)                | Qäbälä (2.º)                 |
| Primera Fase Clasificatoria |                                |                            |                              |
| Rheindorf Altach (4.º)      | Ordabasy (4.º)                 | Vaasan (4.º)               | Crusaders (2.º)              |
| Osijek (4.º)                | Botev Plovdiv (CC)             | Široki Brijeg (CC)         | Coleraine (3.º)              |
| Jagiellonia Białystok (2.º) | Levski Sofia (PO)              | Željezničar (2.º)          | Ballymena United (PO)        |
| Lech Poznań (3.º)           | Dunav Ruse (4.º)               | Sarajevo (3.º)             | Levadia Tallinn (2.º)        |
| AEK Larnaca (2.º)           | Domžale (CC)                   | Tirana (CC)                | Nõmme Kalju (3.º)            |
| AEL Limassol (4.º)          | Gorica (2.º)                   | Partizani Tirana (2.º)     | Flora Tallin (4.º)           |
| Shakhtyor Soligorsk (2.º)   | Olimpija Ljubljana (3.º)       | Skënderbeu Korçë (3.º)     | Shirak (CC)                  |
| Dinamo Minsk (3.º)          | Slovan Bratislava (CC)         | Pelister (CC)              | Gandzasar Kapan (2.º)        |
| AIK Estocolmo (2.º)         | Ružomberok (3.º)               | Shkëndija (2.º)            | Pyunik (4.º)                 |
| IFK Norrköping (3.º)        | Trenčín (4.º)                  | Rabotnički (3.º)           | KÍ Klaksvík (CC)             |
| Odd (3.º)                   | Vaduz (CC)                     | Cork City (CC)             | NSÍ Runavík (3.º)            |
| Haugesund (4.º)             | Ferencvárosi (CC)              | Derry City (3.º)           | B36 Tórshavn (4.º)           |
| Maccabi Tel Aviv (2.ª)      | Videoton (2.º)                 | Shamrock Rovers (4.º)      | Floriana (CC)                |
| Beitar Jerusalén (3.º)      | Vasas (3.º)                    | Ventspils (CC)             | Balzan (2.º)                 |
| Lyngby (3.º)                | Dacia Chișinău (2.º)           | Jelgava (2.º)              | Valletta (4.º)               |
| Midtjylland (PO)            | Milsami Orhei (3.º)            | Liepāja (4.º)              | Bala Town (CC)               |
| Rangers (3.º)               | Zaria Bălți (4.º)              | Differdange 03 (2.º)       | Connah's Quay (2.º)          |
| St. Johnstone (4.º)         | Valur (CC)                     | Fola Esch (3.º)            | Bangor City (PO)             |
| Inter Baku (3.º)            | Stjarnan (2.º)                 | Progrès Niedercorn (4.º)   | Lincoln Red Imps (2°)        |
| Zira (4.º)                  | KR (3.º)                       | Sutjeska Nikšić (CC)       | St. Joseph's (3.º)           |
| Estrella Roja (2.º)         | Torpedo Kutaisi (CC)           | Zeta (2.º)                 | Santa Coloma (CC)            |
| Vojvodina (3.º)             | Chikhura (2.º)                 | Mladost Podgorica (3.º)    | Sant Julià (2.º)             |
| Mladost Lučani (4.º)        | Dinamo Batumi (3.º)            | Trakai (2.º)               | Tre Penne (CC)               |
| Kairat Almaty (2.º)         | SJK Seinäjoki (CC)             | Sūduva (3.º)               | Folgore (3.º)                |
| Irtysh (3.º)                | HJK Helsinki (2.º)             | Atlantas (4.º)             | Prishtina (2.º)              |

Notas:

1. ↑  Rumanía (RUM): Voluntari se habría clasificado para la tercera ronda de clasificación de la Europa League como los ganadores de Copa de Rumanía 2016-17, y el Cluj se habría clasificado para la segunda ronda de clasificación por terminar cuarto en la Liga I 2016-17, pero ambos no obtuvieron la licencia de la UEFA. Como resultado, para la tercera ronda clasificatoria se concedió el cupo al quinto clasificado de la liga, Craiova, y la segunda ronda de clasificación se concedió al sexto puesto de la liga, Astra Giurgiu.

1. ↑  Bulgaria (BUL): El 29 de mayo de 2017, una carta de la UEFA a la Federación Búlgara de Fútbol declaró que el CSKA Sofía no estaba autorizado a competir en la Europa League, ya que se consideraba que habían sido re-formados como un nuevo club y por lo tanto no pasó la "regla de los tres años ". Como esta decisión está siendo apelada por el CSKA Sofía, la Federación Búlgara de Fútbol todavía no ha anunciado un reemplazo. Unas pocas horas antes del sorteo de la primera fase de clasificación de la Europa League, la UEFA lo reemplazó por Dunav Ruse, el cuarto equipo clasificado de la liga A PFG 2016-17

1. ↑  República de Irlanda (IRL): Derry City es un club geográficamente ubicado en Irlanda del Norte, pero participa en la Liga Europa ocupando una de las plazas asignadas a la República de Irlanda; por lo tanto cualquier punto, para el coeficiente, que ganen contará para la República de Irlanda y no para Irlanda del Norte.

1. ↑   Malta (MLT): Birkirkara se habría clasificado para la primera ronda de clasificación de Europa League como tercer equipo de la Premier League de Malta 2016-17, pero no consiguió una licencia de la UEFA. Como resultado, el cupo fue entregada al cuarto clasificado de la liga, Valletta.

1. ↑  Kosovo (KOS): Besa Pejë se habría clasificado para la primera ronda de clasificación de la Europa League como los ganadores de la Copa de Kosovo 2016-17, pero no logró obtener una licencia de la UEFA. Como resultado, se concedió el cupo a los subcampeones de la Superliga de Kosovo 2016-17, Prishtina.

Nota: A raíz de los incidentes producidos, en el partido de ida entre Beşiktaş y Olympique de Lyon, por los cuartos de final de la Liga Europa de la UEFA 2016-17, el Olympique de Lyon fue sancionado por la UEFA, con la exclusión de cualquier competición europea internacional, además de pagar una multa de 100.000 euros. La sanción tendrá efecto probatorio de dos años, y en caso de reincidir, se excluirá a ambos clubes de los torneos internacionales europeos, por lo que el Olympique de Lyon podrá participar en la Liga Europa de la UEFA 2017-18 . 

## Fase Clasificatoria

### Primera Ronda Clasificatoria
Participaron en esta ronda 100 equipos. El sorteo se realizó el 19 de junio de 2017. La ida de las eliminatorias se disputó el 29 de junio, mientras que la vuelta se jugó el 6 de julio.
| Equipo local ida     | Resultado    | Equipo local vuelta   | Ida   | Vuelta |
| -------------------- | ------------ | --------------------- | ----- | ------ |
| 'Maccabi Tel Aviv'   | 5:0          | Tirana                | 2 – 0 | 3 – 0  |
| Mladost Lučani       | 0:5          | 'Inter Baku'          | 0 – 3 | 0 – 2  |
| Shirak               | 2:4          | 'Gorica'              | 0 – 2 | 2 – 2  |
| 'Shkëndija'          | 7:0          | Dacia Chișinău        | 3 – 0 | 4 – 0  |
| 'Trenčín'            | 8:1          | Torpedo Kutaisi       | 5 – 1 | 3 – 0  |
| 'Kairat'             | 8:1          | Atlantas              | 6 – 0 | 2 – 1  |
| Chikhura Sachkhere   | 1:2          | 'Rheindorf Altach'    | 0 – 1 | 1 – 1  |
| 'Zira'               | 4:1          | Differdange 03        | 2 – 0 | 2 – 1  |
| 'Levski Sofia'       | 3:1          | Sutjeska Nikšić       | 3 – 1 | 0 – 0  |
| Lech Poznań          | 7:0          | Pelister              | 4 – 0 | 3 – 0  |
| 'Beitar Jerusalén'   | 7:3          | Vasas                 | 4 – 3 | 3 – 0  |
| 'Fola Esch'          | 3:2          | Milsami Orhei         | 2 – 1 | 1 – 1  |
| Vojvodina            | 2:3          | 'Ružomberok'          | 2 – 1 | 0 – 2  |
| 'Irtysh Pavlodar'    | 3:0          | Dunav Rousse          | 1 – 0 | 2 – 0  |
| 'Mladost Podgorica'  | 4:0          | Gandzasar Kapan       | 1 – 0 | 3 – 0  |
| 'Široki Brijeg'      | 2:0          | Ordabasy              | 2 – 0 | 0 – 0  |
| Partizani Tirana     | 1:4          | 'Botev Plovdiv'       | 1 – 3 | 0 – 1  |
| Pyunik               | 1:9          | 'Slovan Bratislava'   | 1 – 4 | 0 – 5  |
| Dinamo Batumi        | 0:5          | Jagiellonia Białystok | 0 – 1 | 0 – 4  |
| 'Videoton'           | 5:3          | Balzan                | 2 – 0 | 3 – 3  |
| 'Estrella Roja'      | 6:3          | Floriana              | 3 – 0 | 3 – 3  |
| UE Santa Coloma      | 0:6          | 'Osijek'              | 0 – 2 | 0 – 4  |
| Tre Penne            | 0:7          | 'Rabotnički'          | 0 – 1 | 0 – 6  |
| 'Željezničar'        | 3:2          | Zeta                  | 1 – 0 | 2 – 2  |
| St Joseph's          | 0:10         | 'AEL Limassol'        | 0 – 4 | 0 – 6  |
| 'Valletta'           | 3:0          | Folgore               | 2 – 0 | 1 – 0  |
| 'Zaria Bălți'        | 3:3 (6:5 p.) | Sarajevo              | 2 – 1 | 1 – 2  |
| Rangers              | 1:2          | 'Progrès Niederkorn'  | 1 – 0 | 0 – 2  |
| 'AEK Larnaca'        | 6:1          | Lincoln Red Imps      | 5 – 0 | 1 – 1  |
| 'Skënderbeu Korçë'   | 6:0          | Sant Julià            | 1 – 0 | 5 – 0  |
| Ventspils            | 0:1          | Valur                 | 0 – 0 | 1 – 0  |
| Bala Town            | 1:5          | 'Vaduz'               | 1 – 2 | 0 – 3  |
| 'Domžale'            | 5:2          | Flora Tallinn         | 2 – 0 | 3 – 2  |
| 'Midtjylland'        | 10:2         | Derry City            | 6 – 1 | 4 – 1  |
| 'Haugesund'          | 7:0          | Coleraine             | 7 – 0 | 0 – 0  |
| St Johnstone         | 1:3          | 'Trakai'              | 1 – 2 | 0 – 1  |
| 'VPS'                | 2:0          | Olimpija Ljubljana    | 1 – 0 | 1 – 0  |
| Crusaders            | 3:3 (v.)     | 'Liepāja'             | 3 – 1 | 0 – 2  |
| Dinamo Minsk         | 4:1          | NSÍ Runavík           | 2 – 1 | 2 – 0  |
| Stjarnan             | 0:2          | 'Shamrock Rovers'     | 0 – 1 | 0 – 1  |
| 'Odd'                | 5:0          | Ballymena United      | 3 – 0 | 2 – 0  |
| Connah's Quay Nomads | 1:3          | HJK Helsinki          | 1 – 0 | 0 – 3  |
| 'Nõmme Kalju'        | 4:2          | B36 Tórshavn          | 2 – 1 | 2 – 1  |
| 'Ferencváros'        | 3:0          | Jelgava               | 2 – 0 | 1 – 0  |
| IFK Norrköping       | 6:0          | Prishtina             | 5 – 0 | 1 – 0  |
| Shakhtyor Soligorsk  | 1:2          | 'Sūduva Marijampolė'  | 0 – 0 | 1 – 2  |
| 'KR'                 | 2:0          | SJK Seinäjoki         | 0 – 0 | 2 – 0  |
| Levadia Tallinn      | 2:6          | 'Cork City'           | 0 – 2 | 2 – 4  |
| 'Lyngby'             | 4:0          | Bangor City           | 1 – 0 | 3 – 0  |
| KÍ Klaksvík          | 0:5          | AIK Estocolmo         | 0 – 0 | 0 – 5  |

### Segunda Ronda Clasificatoria
Participan en esta ronda 66 equipos: 50 clasificados de la ronda anterior y 16 nuevos equipos que entran en esta ronda. El sorteo se realizó el 19 de junio de 2017. La ida de las eliminatorias se disputaron el día 12 y 13 de julio, mientras que la vuelta se jugaron el 20 de julio.
| Equipo local ida   | Resultado    | Equipo local vuelta   | Ida   | Vuelta |
| ------------------ | ------------ | --------------------- | ----- | ------ |
| Botev Plovdiv      | 5:1          | Beitar Jerusalén      | 1 – 1 | 4 – 0  |
| Apollon Limassol   | 5:1          | Zaria Bălți           | 3 – 0 | 2 – 1  |
| Rabotnicki         | 1:4          | Dinamo Minsk          | 1 – 1 | 0 – 3  |
| Slovan Bratislava  | 1:3          | Lyngby                | 0 – 1 | 1 – 2  |
| Shamrock Rovers    | 2:5          | Mladá Boleslav        | 2 – 3 | 0 – 2  |
| Željezničar        | 0:2          | AIK Estocolmo         | 0 – 0 | 0 – 2  |
| AEK Larnaca        | 2:0          | Cork City             | 1 – 0 | 1 – 0  |
| Kairat             | 1:3          | Skënderbeu Korçë      | 1 – 1 | 0 – 2  |
| Panionios          | 5:2          | Gorica                | 2 – 0 | 3 – 2  |
| Astra Giurgiu      | 3:1          | Zira                  | 3 – 1 | 0 – 0  |
| Haugesund          | 3:4          | Lech Poznan           | 3 – 2 | 0 – 2  |
| Brøndby            | 3:2          | VPS                   | 2 – 0 | 1 – 2  |
| IFK Norrkoping     | 3:3 (3:5 p.) | Trakai                | 2 – 1 | 1 – 2  |
| Hajduk Split       | 3:1          | Levski Sofia          | 1 – 0 | 2 – 1  |
| Nomme Kalju        | 1:4          | Videoton              | 0 – 3 | 1 – 1  |
| Maccabi Tel Aviv   | 5:1          | KR                    | 3 – 1 | 2 – 0  |
| Valletta           | 1:3          | Utrecht               | 0 – 0 | 1 – 3  |
| Ruzomberok         | 2:1          | Brann                 | 0 – 1 | 2 – 0  |
| Liepāja            | 1:2          | Suduva Marijampole    | 0 – 2 | 1 – 0  |
| Qäbälä             | 3:1          | Jagiellonia Białystok | 1 – 1 | 2 – 0  |
| Progrès Niederkorn | 1:3          | AEL Limassol          | 0 – 1 | 1 – 2  |
| Rheindorf Altach   | 4:1          | Dinamo Brest          | 1 – 1 | 3 – 0  |
| Östersunds         | 3:1          | Galatasaray           | 2 – 0 | 1 – 1  |
| Inter Bakú         | 2:4          | Fola Esch             | 1 – 0 | 1 – 4  |
| Vaduz              | 0:2          | Odd                   | 0 – 1 | 0 – 1  |
| Valur              | 3:5          | Domžale               | 1 – 2 | 2 – 3  |
| Irtysh Pavlodar    | 1:3          | Estrella Roja         | 1 – 1 | 0 – 2  |
| Aberdeen           | 3:1          | Siroki Brijeg         | 1 – 1 | 2 – 0  |
| Ferencváros        | 3:7          | Midtjylland           | 2 – 4 | 1 – 3  |
| Sturm Graz         | 3:1          | Mladost Podgorica     | 0 – 1 | 3 – 0  |
| Shkëndija          | 4:2          | HJK Helsinki          | 3 – 1 | 1 – 1  |
| Trencin            | 1:3          | Bnei Yehuda           | 1 – 1 | 0 – 2  |
| Osijek             | 3:2          | Lucerna               | 2 – 0 | 1 – 2  |

### Tercera Ronda Clasificatoria
Participaron en esta ronda 58 equipos, 25 equipos que se incorporaron en esta ronda más los 33 clasificados de la ronda anterior, el sorteo se realizó el 14 de julio. La ida de las eliminatorias se disputó el día 27 de julio, mientras que la vuelta se jugó el 3 de agosto.
| Equipo local ida         | Resultado    | Equipo local vuelta | Ida   | Vuelta |
| ------------------------ | ------------ | ------------------- | ----- | ------ |
| PSV Eindhoven            | 0:2          | Osijek              | 0 - 1 | 0 - 1  |
| Trakai                   | 2:4          | Shkëndija           | 2 - 1 | 0 - 3  |
| Krasnodar                | 5:2          | Lyngby              | 2 - 1 | 3 - 1  |
| Sturm Graz               | 2:3          | Fenerbahçe          | 1 - 2 | 1 - 1  |
| Panathinaikos            | 3:1          | Qäbälä              | 1 - 0 | 2 - 1  |
| Mladá Boleslav           | 3:3 (2:4 p.) | Skënderbeu Korçë    | 2 - 1 | 1 - 2  |
| Austria Viena            | 2:1          | AEL Limassol        | 0 - 0 | 2 - 1  |
| Dinamo Zagreb            | 2:1          | Odd                 | 2 - 1 | 0 - 0  |
| Dinamo de Bucarest       | 1:4          | Athletic Club       | 1 - 1 | 0 - 3  |
| Olimpik Donetsk          | 1:3          | PAOK Salónica       | 1 - 1 | 0 - 2  |
| Arka Gdynia              | 4:4 (v.)     | Midtjylland         | 3 - 2 | 1 - 2  |
| Östersunds               | 3:1          | Fola Esch           | 1 - 0 | 2 - 1  |
| Girondins de Burdeos     | 2:2 (v.)     | Videoton            | 2 - 1 | 0 - 1  |
| Maccabi Tel Aviv         | 2:0          | Panionios           | 1 - 0 | 1 - 0  |
| Utrecht                  | (v.) 2:2     | Lech Poznań         | 0 - 0 | 2 - 2  |
| Craiova                  | 0:3          | Milán               | 0 - 1 | 0 - 2  |
| Brøndby                  | 0:2          | Hajduk Split        | 0 - 0 | 0 - 2  |
| Gante                    | 2:4          | Rheindorf Altach    | 1 - 1 | 1 - 3  |
| Astra Giurgiu            | 0:1          | Oleksandria         | 0 - 0 | 0 - 1  |
| Everton                  | 2:0          | Ruzomberok          | 1 - 0 | 1 - 0  |
| Aberdeen                 | 2:3          | Apollon Limassol    | 2 - 1 | 0 - 2  |
| Estrella Roja            | 3:0          | Sparta Praga        | 2 - 0 | 1 - 0  |
| Botev Plovdiv            | 0:2          | Marítimo            | 0 - 0 | 0 - 2  |
| Zenit de San Petersburgo | 2:1          | Bnei Yehuda         | 2 - 0 | 0 - 1  |
| Marsella                 | 4:2          | Oostende            | 4 - 2 | 0 - 0  |
| Friburgo                 | 1:2          | Domžale             | 1 - 0 | 0 - 2  |
| AEK Larnaca              | 3:1          | Dinamo Minsk        | 2 - 0 | 1 - 1  |
| AIK Estocolmo            | 2:3 (pro.)   | Sporting Braga      | 1 - 1 | 1 - 2  |
| Suduva Marijampole       | 4:1          | Sion                | 3 - 0 | 1 - 1  |

### Ronda de Play-Off
En esta ronda la disputaron los 29 equipos de la ronda anterior más los 15 perdedores de la tercera ronda de la Liga de Campeones de la UEFA 2017-18. La ida de las eliminatorias se disputará el día 17 de agosto, mientras que la vuelta se jugará el 24 de agosto. Los ganadores de esta ronda se clasificaron para la fase de grupos.
| Equipo local ida   | Resultado  | Equipo local vuelta      | Ida   | Vuelta |
| ------------------ | ---------- | ------------------------ | ----- | ------ |
| Milán              | 7:0        | Shkëndija                | 6 - 0 | 1 - 0  |
| Osijek             | 2:2 (v.)   | Austria Viena            | 1 - 2 | 1 - 0  |
| Krasnodar          | 4:4 (v.)   | Estrella Roja            | 3 - 2 | 1 - 2  |
| Brujas             | 0:3        | AEK Atenas               | 0 - 0 | 0 - 3  |
| Marítimo           | 1:3        | Dinamo de Kiev           | 0 - 0 | 1 - 3  |
| Panathinaikos      | 2:4        | Athletic Club            | 2 - 3 | 0 - 1  |
| Apollon Limassol   | 4:3        | Midtjylland              | 3 - 2 | 1 - 1  |
| FH                 | 3:5        | Sporting Braga           | 1 - 2 | 2 - 3  |
| Everton            | 3:1        | Hajduk Split             | 2 - 0 | 1 - 1  |
| Viitorul           | 1:7        | Red Bull Salzburgo       | 1 - 3 | 0 - 4  |
| Vardar             | 4:1        | Fenerbahçe               | 2 - 0 | 2 - 1  |
| Ajax               | 2:4        | Rosenborg                | 0 - 1 | 2 - 3  |
| Rheindorf Altach   | 2:3        | Maccabi Tel Aviv         | 0 - 1 | 2 - 2  |
| BATE Borisov       | 3:2        | Oleksandria              | 1 - 1 | 2 - 1  |
| Dinamo Zagreb      | 1:1 (v.)   | Skënderbeu Korçë         | 1 - 1 | 0 - 0  |
| Ludogorets Razgrad | 2:0        | Sūduva Marijampolė       | 2 - 0 | 0 - 0  |
| Domžale            | 1:4        | Marsella                 | 1 - 1 | 0 - 3  |
| Partizan           | 4:0        | Videoton                 | 0 - 0 | 4 - 0  |
| Utrecht            | 1:2 (pro.) | Zenit de San Petersburgo | 1 - 0 | 0 - 2  |
| Legia Varsovia     | 1:1 (v.)   | Sheriff Tiraspol         | 1 - 1 | 0 - 0  |
| Viktoria Plzeň     | 3:1        | AEK Larnaca              | 3 - 1 | 0 - 0  |
| PAOK Salónica      | 3:3 (v.)   | Östersunds               | 3 - 1 | 0 - 2  |

## Fase de grupos
El sorteo de la fase de grupos se llevó a cabo el 25 de agosto. En esta fase ya están clasificados 16 equipos, a los que hay que sumar los 10 perdedores de la cuarta ronda de la Liga de Campeones de la UEFA 2017-18 y los 22 ganadores de la ronda anterior.
Los 48 equipos son sorteados en doce grupos de cuatro integrantes, con la restricción de que los equipos de una misma federación no pueden enfrentarse entre sí.
En cada grupo, los equipos juegan entre ellos en partidos de ida y vuelta en formato de todos contra todos. El primero y segundo de cada grupo avanzan a la siguiente ronda, a los que se sumarán los equipos terceros clasificados en la fase de grupos de la Liga de Campeones de la UEFA 2017-18.

### Reglas de clasificación
Los equipos se clasificarán según los puntos obtenidos en la fase de grupos (3 puntos por ganar, 1 punto por empatar y 0 puntos por perder), si algún equipo está empatado con otro en puntos, entonces los siguientes criterios de desempate serán aplicados en el siguiente orden para determinar quién quedará por encima:
1. Puntos logrados en los enfrentamientos directos entre ambos clubes.
2. Diferencia de goles en los enfrentamientos directos entre ambos clubes.
3. Goles marcados en los enfrentamientos directos entre ambos clubes.
4. Goles como visitante marcados en los enfrentamientos directos entre ambos clubes.
5. Si más de dos equipos están empatados y después de aplicar estos criterios de enfrentamientos directos, un subconjunto de equipos aún siguen empatados, se volverán a emplear dichos criterios exclusivamente a este subconjunto de equipos.
6. Diferencia de goles en todos los partidos del grupo.
7. Goles marcados en todos los partidos del grupo.
8. Goles como visitante marcados en todos los partidos del grupo.
9. Victorias en todos los partidos del grupo.
10. Victorias como visitante en todos los partidos del grupo.
11. Menor cantidad de puntos de disciplina (tarjeta roja: 3 puntos, tarjeta amarilla: 1 punto, expulsión por doble amarilla en un encuentro: 3 puntos).
12. Coeficiente de la UEFA para los clubes.

### Bombos
| Bombo 1                               | Bombo 2                            | Bombo 3                         | Bombo 4                          |
| ------------------------------------- | ---------------------------------- | ------------------------------- | -------------------------------- |
| Arsenal (cc: 105.192)                 | Steaua de Bucarest (cc: 35.370)    | Astana (cc: 16.800)             | Apollon Limassol (cc: 10.710)    |
| Zenit de San Petersburgo (cc: 87.106) | Ludogorets Razgrad (cc: 34.175)    | Partizán Belgrado (cc: 16.075)  | İstanbul Başakşehir (cc: 10.340) |
| Olympique de Lyon (cc: 68.833)        | BATE Borisov (cc: 29.475)          | Hoffenheim (cc: 15.899)         | Konyaspor (cc: 9.840)            |
| Dinamo de Kiev (cc: 67.526)           | Everton (cc: 29.192)               | Colonia (cc: 15.899)            | Vitesse (cc: 9.212)              |
| Villarreal (cc: 64.999)               | Young Boys (cc: 28.915)            | Rijeka(cc: 15.550)              | Slavia Praga (cc: 8.135)         |
| Athletic de Bilbao (cc: 60.999)       | Olympique de Marsella (cc: 28.333) | Vitória Guimarães (cc: 14.866)  | Estrella Roja (cc: 7.325)        |
| Lazio (cc: 56.666)                    | Real Sociedad (cc: 27.499)         | Atalanta (cc: 14.666)           | Skënderbeu Korçë (cc: 6.825)     |
| Milan (cc: 47.666)                    | Maccabi Tel Aviv (cc: 23.375)      | Zulte Waregem (cc: 14.480)      | Fastav Zlín (cc: 6.635)          |
| Viktoria Plzeň (cc: 40.635)           | Lokomotiv Moscú (cc: 20.606)       | Zorya Lugansk (cc: 13.526)      | AEK Atenas (cc: 6.580)           |
| Red Bull Salzburgo (cc: 40.570)       | Austria Viena (cc: 17.070)         | Rosenborg (cc: 12.665)          | Lugano (cc: 6.415)               |
| Copenhague (cc: 37.800)               | Hertha Berlín (cc: 16.899)         | Sheriff Tiraspol (cc: 11.150)   | Vardar (cc: 5.125)               |
| Sporting Braga (cc: 37.366)           | Niza (cc: 16.833)                  | Hapoel Be'er Sheva (cc: 10.875) | Östersunds (cc: 3.945)           |

|  | Equipos clasificados para los dieciseisavos de final. |
|  | Equipos eliminados de la competición.                 |

### Grupo A
| Equipo           | Pts. | PJ | PG | PE | PP | GF | GC | Dif. | Notas                           |
| ---------------- | ---- | -- | -- | -- | -- | -- | -- | ---- | ------------------------------- |
| Villarreal       | 11   | 6  | 3  | 2  | 1  | 10 | 6  | 4    | Acceso a dieciseisavos de final |
| Astana           | 10   | 6  | 3  | 1  | 2  | 10 | 7  | 3    | Acceso a dieciseisavos de final |
| Slavia Praga     | 8    | 6  | 2  | 2  | 2  | 6  | 6  | 0    |                                 |
| Maccabi Tel Aviv | 4    | 6  | 1  | 1  | 4  | 1  | 8  | -7   |                                 |

|     | VIL   | MAC   | AST   | SLA   |
| --- | ----- | ----- | ----- | ----- |
| VIL |       | 0 – 1 | 3 – 1 | 2 – 2 |
| MAC | 0 – 0 |       | 0 – 1 | 0 – 2 |
| AST | 2 – 3 | 4 – 0 |       | 1 – 1 |
| SLA | 0 – 2 | 1 – 0 | 0 – 1 |       |

### Grupo B
| Equipo           | Pts. | PJ | PG | PE | PP | GF | GC | Dif. | Notas                           |
| ---------------- | ---- | -- | -- | -- | -- | -- | -- | ---- | ------------------------------- |
| Dinamo de Kiev   | 13   | 6  | 4  | 1  | 1  | 15 | 9  | 6    | Acceso a dieciseisavos de final |
| Partizán         | 8    | 6  | 2  | 2  | 2  | 8  | 9  | -1   | Acceso a dieciseisavos de final |
| Young Boys       | 6    | 6  | 1  | 3  | 2  | 7  | 8  | -1   |                                 |
| Skënderbeu Korçë | 5    | 6  | 1  | 2  | 3  | 6  | 10 | -4   |                                 |

|     | DIN   | YOB   | PAR   | SKE   |
| --- | ----- | ----- | ----- | ----- |
| DIN |       | 2 – 2 | 4 – 1 | 3 – 1 |
| YOB | 0 – 1 |       | 1 – 1 | 2 – 1 |
| PAR | 2 – 3 | 2 – 1 |       | 2 – 0 |
| SKE | 3 – 2 | 1 – 1 | 0 – 0 |       |

### Grupo C
| Equipo              | Pts. | PJ | PG | PE | PP | GF | GC | Dif. | Notas                           |
| ------------------- | ---- | -- | -- | -- | -- | -- | -- | ---- | ------------------------------- |
| Sporting Braga      | 10   | 6  | 3  | 1  | 2  | 9  | 8  | 1    | Acceso a dieciseisavos de final |
| Ludogorets Razgrad  | 9    | 6  | 2  | 3  | 1  | 7  | 5  | 2    | Acceso a dieciseisavos de final |
| İstanbul Başakşehir | 8    | 6  | 2  | 2  | 2  | 7  | 8  | -1   |                                 |
| Hoffenheim          | 5    | 6  | 1  | 2  | 3  | 8  | 10 | -2   |                                 |

|     | SPO   | LUD   | HOF   | IST   |
| --- | ----- | ----- | ----- | ----- |
| SPO |       | 0 – 2 | 3 – 1 | 2 – 1 |
| LUD | 1 – 1 |       | 2 – 1 | 1 – 2 |
| HOF | 1 – 2 | 1 – 1 |       | 3 – 1 |
| IST | 2 – 1 | 0 – 0 | 1 – 1 |       |

### Grupo D
| Equipo        | Pts. | PJ | PG | PE | PP | GF | GC | Dif. | Notas                           |
| ------------- | ---- | -- | -- | -- | -- | -- | -- | ---- | ------------------------------- |
| Milán         | 11   | 6  | 3  | 2  | 1  | 13 | 6  | 7    | Acceso a dieciseisavos de final |
| AEK Atenas    | 8    | 6  | 1  | 5  | 0  | 6  | 5  | 1    | Acceso a dieciseisavos de final |
| Rijeka        | 7    | 6  | 2  | 1  | 3  | 11 | 12 | -1   |                                 |
| Austria Viena | 5    | 6  | 1  | 2  | 3  | 9  | 16 | -7   |                                 |

|     | MIL   | AUS   | RIJ   | AEK   |
| --- | ----- | ----- | ----- | ----- |
| MIL |       | 5 – 1 | 3 – 2 | 0 – 0 |
| AUS | 1 – 5 |       | 1 – 3 | 0 – 0 |
| RIJ | 2 – 0 | 1 – 4 |       | 1 – 2 |
| AEK | 0 – 0 | 2 – 2 | 2 – 2 |       |

### Grupo E
| Equipo            | Pts. | PJ | PG | PE | PP | GF | GC | Dif. | Notas                           |
| ----------------- | ---- | -- | -- | -- | -- | -- | -- | ---- | ------------------------------- |
| Atalanta          | 14   | 6  | 4  | 2  | 0  | 14 | 4  | 10   | Acceso a dieciseisavos de final |
| Olympique de Lyon | 11   | 6  | 3  | 2  | 1  | 11 | 4  | 7    | Acceso a dieciseisavos de final |
| Everton           | 4    | 6  | 1  | 1  | 4  | 7  | 15 | -8   |                                 |
| Apollon Limassol  | 3    | 6  | 0  | 3  | 3  | 5  | 14 | -9   |                                 |

|     | LYO   | EVE   | ATA   | APO   |
| --- | ----- | ----- | ----- | ----- |
| LYO |       | 3 – 0 | 1 – 1 | 4 – 0 |
| EVE | 1 – 2 |       | 1 – 5 | 2 – 2 |
| ATA | 1 – 0 | 3 – 0 |       | 3 – 1 |
| APO | 1 – 1 | 0 – 3 | 1 – 1 |       |

### Grupo F
| Equipo           | Pts. | PJ | PG | PE | PP | GF | GC | Dif. | Notas                           |
| ---------------- | ---- | -- | -- | -- | -- | -- | -- | ---- | ------------------------------- |
| Lokomotiv Moscú  | 11   | 6  | 3  | 2  | 1  | 9  | 4  | 5    | Acceso a dieciseisavos de final |
| Copenhague       | 9    | 6  | 2  | 3  | 1  | 7  | 3  | 4    | Acceso a dieciseisavos de final |
| Sheriff Tiraspol | 9    | 6  | 2  | 3  | 1  | 4  | 4  | 0    |                                 |
| Fastav Zlín      | 2    | 6  | 0  | 2  | 4  | 1  | 10 | -9   |                                 |

|     | COP   | LOK   | SHE   | FAS   |
| --- | ----- | ----- | ----- | ----- |
| COP |       | 0 – 0 | 2 – 0 | 3 – 0 |
| LOK | 2 – 1 |       | 1 – 2 | 3 – 0 |
| SHE | 0 – 0 | 1 – 1 |       | 1 – 0 |
| FAS | 1 – 1 | 0 – 2 | 0 – 0 |       |

### Grupo G
| Equipo             | Pts. | PJ | PG | PE | PP | GF | GC | Dif. | Notas                           |
| ------------------ | ---- | -- | -- | -- | -- | -- | -- | ---- | ------------------------------- |
| Viktoria Plzeň     | 12   | 6  | 4  | 0  | 2  | 13 | 8  | 5    | Acceso a dieciseisavos de final |
| Steaua de Bucarest | 10   | 6  | 3  | 1  | 2  | 9  | 7  | 2    | Acceso a dieciseisavos de final |
| Lugano             | 9    | 6  | 3  | 0  | 3  | 9  | 11 | -2   |                                 |
| Hapoel Be'er Sheva | 4    | 6  | 1  | 1  | 4  | 5  | 10 | -5   |                                 |

|     | VIK   | STE   | HAP   | LUG   |
| --- | ----- | ----- | ----- | ----- |
| VIK |       | 2 – 0 | 3 – 1 | 4 – 1 |
| STE | 3 – 0 |       | 1 – 1 | 1 – 2 |
| HAP | 0 – 2 | 1 – 2 |       | 2 – 1 |
| LUG | 3 – 2 | 1 – 2 | 1 - 0 |       |

### Grupo H
| Equipo        | Pts. | PJ | PG | PE | PP | GF | GC | Dif. | Notas                           |
| ------------- | ---- | -- | -- | -- | -- | -- | -- | ---- | ------------------------------- |
| Arsenal       | 13   | 6  | 4  | 1  | 1  | 14 | 4  | 10   | Acceso a dieciseisavos de final |
| Estrella Roja | 9    | 6  | 2  | 3  | 1  | 3  | 2  | 1    | Acceso a dieciseisavos de final |
| Colonia       | 6    | 6  | 2  | 0  | 4  | 7  | 8  | -1   |                                 |
| BATE Borisov  | 5    | 6  | 1  | 2  | 3  | 6  | 16 | -10  |                                 |

|     | ARS   | BAT   | COL   | ERO   |
| --- | ----- | ----- | ----- | ----- |
| ARS |       | 6 – 0 | 3 – 1 | 0 – 0 |
| BAT | 2 – 4 |       | 1 – 0 | 0 – 0 |
| COL | 1 – 0 | 5 – 2 |       | 0 – 1 |
| ERO | 0 – 1 | 1 – 1 | 1 – 0 |       |

### Grupo I
| Equipo                | Pts. | PJ | PG | PE | PP | GF | GC | Dif. | Notas                           |
| --------------------- | ---- | -- | -- | -- | -- | -- | -- | ---- | ------------------------------- |
| Red Bull Salzburgo    | 12   | 6  | 3  | 3  | 0  | 7  | 1  | 6    | Acceso a dieciseisavos de final |
| Olympique de Marsella | 8    | 6  | 2  | 2  | 2  | 4  | 4  | 0    | Acceso a dieciseisavos de final |
| Konyaspor             | 6    | 6  | 1  | 3  | 2  | 4  | 6  | -2   |                                 |
| Vitória Guimarães     | 5    | 6  | 1  | 2  | 3  | 5  | 9  | -4   |                                 |

|     | SLZ   | MSE   | VIT   | KON   |
| --- | ----- | ----- | ----- | ----- |
| SLZ |       | 1 – 0 | 3 – 0 | 0 – 0 |
| MSE | 0 – 0 |       | 2 – 1 | 1 – 0 |
| VIT | 1 – 1 | 1 – 0 |       | 1 – 1 |
| KON | 0 – 2 | 1 – 1 | 2 – 1 |       |

### Grupo J
| Equipo        | Pts. | PJ | PG | PE | PP | GF | GC | Dif. | Notas                           |
| ------------- | ---- | -- | -- | -- | -- | -- | -- | ---- | ------------------------------- |
| Athletic Club | 11   | 6  | 3  | 2  | 1  | 8  | 5  | 3    | Acceso a dieciseisavos de final |
| Östersunds    | 11   | 6  | 3  | 2  | 1  | 8  | 4  | 4    | Acceso a dieciseisavos de final |
| Zorya Lugansk | 6    | 6  | 2  | 0  | 4  | 3  | 9  | -6   |                                 |
| Hertha Berlín | 5    | 6  | 1  | 2  | 3  | 6  | 7  | -1   |                                 |

|     | ATH   | HBE   | ZOR   | OST   |
| --- | ----- | ----- | ----- | ----- |
| ATH |       | 3 – 2 | 0 – 1 | 1 – 0 |
| HBE | 0 – 0 |       | 2 – 0 | 1 – 1 |
| ZOR | 0 – 2 | 2 – 1 |       | 0 – 2 |
| OST | 2 – 2 | 1 – 0 | 2 – 0 |       |

### Grupo K
| Equipo        | Pts. | PJ | PG | PE | PP | GF | GC | Dif. | Notas                           |
| ------------- | ---- | -- | -- | -- | -- | -- | -- | ---- | ------------------------------- |
| Lazio         | 13   | 6  | 4  | 1  | 1  | 12 | 7  | 5    | Acceso a dieciseisavos de final |
| Niza          | 9    | 6  | 3  | 0  | 3  | 12 | 7  | 5    | Acceso a dieciseisavos de final |
| Zulte Waregem | 7    | 6  | 2  | 1  | 3  | 8  | 13 | -5   |                                 |
| Vitesse       | 5    | 6  | 1  | 2  | 3  | 5  | 10 | -5   |                                 |

|     | LAZ   | NIZ   | ZUL   | VIT   |
| --- | ----- | ----- | ----- | ----- |
| LAZ |       | 1 – 0 | 2 – 0 | 1 – 1 |
| NIZ | 1 – 3 |       | 3 – 1 | 3 – 0 |
| ZUL | 3 – 2 | 1 – 5 |       | 1 – 1 |
| VIT | 2 – 3 | 3 – 0 | 0 – 2 |       |

### Grupo L
| Equipo        | Pts. | PJ | PG | PE | PP | GF | GC | Dif. | Notas                           |
| ------------- | ---- | -- | -- | -- | -- | -- | -- | ---- | ------------------------------- |
| Zenit         | 16   | 6  | 5  | 1  | 0  | 17 | 5  | 12   | Acceso a dieciseisavos de final |
| Real Sociedad | 12   | 6  | 4  | 0  | 2  | 16 | 6  | 10   | Acceso a dieciseisavos de final |
| Rosenborg     | 5    | 6  | 1  | 2  | 3  | 6  | 11 | -5   |                                 |
| Vardar        | 1    | 6  | 0  | 1  | 5  | 3  | 20 | -17  |                                 |

|     | ZEN   | RSO   | ROS   | VAR   |
| --- | ----- | ----- | ----- | ----- |
| ZEN |       | 3 – 1 | 3 – 1 | 2 – 1 |
| RSO | 1 – 3 |       | 4 – 0 | 3 – 0 |
| ROS | 1 – 1 | 0 – 1 |       | 3 – 1 |
| VAR | 0 – 5 | 0 – 6 | 1 – 1 |       |

## Fase final
La fase final de la competición se disputó en eliminatorias a doble partido, salvo la final, jugada a partido único. En estos encuentros rigió la regla del gol de visitante, que determina que el equipo que haya marcado más goles como visitante gana la eliminatoria si hay empate en la diferencia de goles. En caso de estar la eliminatoria empatada tras los 180 minutos de ambos partidos se disputará una prórroga de 30 minutos, y si ésta termina sin goles la eliminatoria se decidirá en una tanda de penales. Debido al conflicto político entre Rusia y Ucrania; clubes de ambos países no se podían encontrar en esta ronda además de clubes del mismo grupo tampoco podían cruzarse en esta ronda.

### Equipos clasificados
| Simbología                    |
| ----------------------------- |
| 1.er bombo (cabezas de serie) |
| 2.do bombo                    |

#### Primeros y segundos lugares de la fase de grupos de la Liga Europa de la UEFA
| Grupo | Primer lugar       | Segundo lugar         |
| ----- | ------------------ | --------------------- |
| A     | Villarreal         | Astana                |
| B     | Dinamo de Kiev     | Partizán              |
| C     | Sporting Braga     | Ludogorets Razgrad    |
| D     | Milán              | AEK Atenas            |
| E     | Atalanta           | Olympique de Lyon     |
| F     | Lokomotiv Moscú    | Copenhague            |
| G     | Viktoria Plzeň     | Steaua de Bucarest    |
| H     | Arsenal            | Estrella Roja         |
| I     | Red Bull Salzburgo | Olympique de Marsella |
| J     | Athletic Club      | Östersunds            |
| K     | Lazio              | Niza                  |
| L     | Zenit              | Real Sociedad         |

#### Terceros lugares de la fase de grupos de la Liga de Campeones de la UEFA
| Equipo             | Pts | PJ | PG | PE | PP | GF | GC | Dif | Grupo |
| ------------------ | --- | -- | -- | -- | -- | -- | -- | --- | ----- |
| CSKA Moscú         | 9   | 6  | 3  | 0  | 3  | 8  | 10 | -2  | A     |
| Atlético de Madrid | 7   | 6  | 1  | 4  | 1  | 5  | 4  | +1  | C     |
| Sporting de Lisboa | 7   | 6  | 2  | 1  | 3  | 8  | 9  | -1  | D     |
| RB Leipzig         | 7   | 6  | 2  | 1  | 3  | 10 | 11 | -1  | G     |
| Spartak de Moscú   | 6   | 6  | 1  | 3  | 2  | 9  | 13 | -4  | E     |
| Napoli             | 6   | 6  | 2  | 0  | 4  | 11 | 11 | 0   | F     |
| Celtic             | 3   | 6  | 1  | 0  | 5  | 5  | 18 | -13 | B     |
| Borussia Dortmund  | 2   | 6  | 0  | 2  | 4  | 7  | 13 | -6  | H     |

### Cuadro
|  | Dieciseisavos de final                                               | Dieciseisavos de final                                               | Dieciseisavos de final                                               | Dieciseisavos de final                                               |   |                            | Octavos de final                                      | Octavos de final                                      | Octavos de final                                      | Octavos de final                                      |  |                    | Cuartos de final                                      | Cuartos de final                                      | Cuartos de final                                      | Cuartos de final                                      |  |                               | Semifinales                                          | Semifinales                                          | Semifinales                                          | Semifinales                                          |  |                       | Final                                            | Final                                            |  |
|  | 13 y 15 de febrero de 2018 (ida) 21 y 22 de febrero de 2018 (vuelta) | 13 y 15 de febrero de 2018 (ida) 21 y 22 de febrero de 2018 (vuelta) | 13 y 15 de febrero de 2018 (ida) 21 y 22 de febrero de 2018 (vuelta) | 13 y 15 de febrero de 2018 (ida) 21 y 22 de febrero de 2018 (vuelta) |   |                            | 8 de marzo de 2018 (ida) 15 de marzo de 2018 (vuelta) | 8 de marzo de 2018 (ida) 15 de marzo de 2018 (vuelta) | 8 de marzo de 2018 (ida) 15 de marzo de 2018 (vuelta) | 8 de marzo de 2018 (ida) 15 de marzo de 2018 (vuelta) |  |                    | 5 de abril de 2018 (ida) 12 de abril de 2018 (vuelta) | 5 de abril de 2018 (ida) 12 de abril de 2018 (vuelta) | 5 de abril de 2018 (ida) 12 de abril de 2018 (vuelta) | 5 de abril de 2018 (ida) 12 de abril de 2018 (vuelta) |  |                               | 26 de abril de 2018 (ida) 3 de mayo de 2018 (vuelta) | 26 de abril de 2018 (ida) 3 de mayo de 2018 (vuelta) | 26 de abril de 2018 (ida) 3 de mayo de 2018 (vuelta) | 26 de abril de 2018 (ida) 3 de mayo de 2018 (vuelta) |  |                       | 16 de mayo de 2018 Parc Olympique Lyonnais, Lyon | 16 de mayo de 2018 Parc Olympique Lyonnais, Lyon |  |
|  |                                                                      |                                                                      |                                                                      |                                                                      |   |                            |                                                       |                                                       |                                                       |                                                       |  |                    |                                                       |                                                       |                                                       |                                                       |  |                               |                                                      |                                                      |                                                      |                                                      |  |                       |                                                  |                                                  |  |
|  |                                                                      |                                                                      |                                                                      |                                                                      |   |                            |                                                       |                                                       |                                                       |                                                       |  |                    |                                                       |                                                       |                                                       |                                                       |  |                               |                                                      |                                                      |                                                      |                                                      |  |                       |                                                  |                                                  |  |
|  | Napoli                                                               | 1                                                                    | 2                                                                    | 3                                                                    |   |                            |                                                       |                                                       |                                                       |                                                       |  |                    |                                                       |                                                       |                                                       |                                                       |  |                               |                                                      |                                                      |                                                      |                                                      |  |                       |                                                  |                                                  |  |
|  | Napoli                                                               | 1                                                                    | 2                                                                    | 3                                                                    |   |                            |                                                       |                                                       |                                                       |                                                       |  |                    |                                                       |                                                       |                                                       |                                                       |  |                               |                                                      |                                                      |                                                      |                                                      |  |                       |                                                  |                                                  |  |
|  | RB Leipzig (v.)                                                      | 3                                                                    | 0                                                                    | 3                                                                    |   |                            |                                                       |                                                       |                                                       |                                                       |  |                    |                                                       |                                                       |                                                       |                                                       |  |                               |                                                      |                                                      |                                                      |                                                      |  |                       |                                                  |                                                  |  |
|  | RB Leipzig (v.)                                                      | 3                                                                    | 0                                                                    | 3                                                                    |   | RB Leipzig                 | 2                                                     | 1                                                     | 3                                                     |                                                       |  |                    |                                                       |                                                       |                                                       |                                                       |  |                               |                                                      |                                                      |                                                      |                                                      |  |                       |                                                  |                                                  |  |
|  |                                                                      |                                                                      |                                                                      |                                                                      |   | RB Leipzig                 | 2                                                     | 1                                                     | 3                                                     |                                                       |  |                    |                                                       |                                                       |                                                       |                                                       |  |                               |                                                      |                                                      |                                                      |                                                      |  |                       |                                                  |                                                  |  |
|  |                                                                      |                                                                      | Zenit San Petersburgo                                                | 1                                                                    | 1 | 2                          |                                                       |                                                       |                                                       |                                                       |  |                    |                                                       |                                                       |                                                       |                                                       |  |                               |                                                      |                                                      |                                                      |                                                      |  |                       |                                                  |                                                  |  |
|  | Celtic                                                               | 1                                                                    | Zenit San Petersburgo                                                | 1                                                                    | 1 | 2                          | 0                                                     | 1                                                     |                                                       |                                                       |  |                    |                                                       |                                                       |                                                       |                                                       |  |                               |                                                      |                                                      |                                                      |                                                      |  |                       |                                                  |                                                  |  |
|  | Celtic                                                               | 1                                                                    |                                                                      |                                                                      |   |                            |                                                       |                                                       |                                                       |                                                       |  |                    |                                                       |                                                       |                                                       |                                                       |  |                               |                                                      |                                                      |                                                      |                                                      |  |                       |                                                  |                                                  |  |
|  | Zenit San Petersburgo                                                | 0                                                                    | 3                                                                    | 3                                                                    |   |                            |                                                       |                                                       |                                                       |                                                       |  |                    |                                                       |                                                       |                                                       |                                                       |  |                               |                                                      |                                                      |                                                      |                                                      |  |                       |                                                  |                                                  |  |
|  | Zenit San Petersburgo                                                | 0                                                                    | 3                                                                    | 3                                                                    |   |                            |                                                       |                                                       |                                                       |                                                       |  | RB Leipzig         | 1                                                     | 2                                                     | 3                                                     |                                                       |  |                               |                                                      |                                                      |                                                      |                                                      |  |                       |                                                  |                                                  |  |
|  |                                                                      |                                                                      |                                                                      |                                                                      |   |                            |                                                       |                                                       |                                                       |                                                       |  | RB Leipzig         | 1                                                     | 2                                                     | 3                                                     |                                                       |  |                               |                                                      |                                                      |                                                      |                                                      |  |                       |                                                  |                                                  |  |
|  |                                                                      |                                                                      | Olympique de Marsella                                                | 0                                                                    | 5 | 5                          |                                                       |                                                       |                                                       |                                                       |  |                    |                                                       |                                                       |                                                       |                                                       |  |                               |                                                      |                                                      |                                                      |                                                      |  |                       |                                                  |                                                  |  |
|  | Olympique de Marsella                                                | 3                                                                    | Olympique de Marsella                                                | 0                                                                    | 5 | 5                          | 0                                                     | 3                                                     |                                                       |                                                       |  |                    |                                                       |                                                       |                                                       |                                                       |  |                               |                                                      |                                                      |                                                      |                                                      |  |                       |                                                  |                                                  |  |
|  | Olympique de Marsella                                                | 3                                                                    |                                                                      |                                                                      |   |                            |                                                       |                                                       |                                                       |                                                       |  |                    |                                                       |                                                       |                                                       |                                                       |  |                               |                                                      |                                                      |                                                      |                                                      |  |                       |                                                  |                                                  |  |
|  | Sporting Braga                                                       | 0                                                                    | 1                                                                    | 1                                                                    |   |                            |                                                       |                                                       |                                                       |                                                       |  |                    |                                                       |                                                       |                                                       |                                                       |  |                               |                                                      |                                                      |                                                      |                                                      |  |                       |                                                  |                                                  |  |
|  | Sporting Braga                                                       | 0                                                                    | 1                                                                    | 1                                                                    |   | Olympique de Marsella      | 3                                                     | 2                                                     | 5                                                     |                                                       |  |                    |                                                       |                                                       |                                                       |                                                       |  |                               |                                                      |                                                      |                                                      |                                                      |  |                       |                                                  |                                                  |  |
|  |                                                                      |                                                                      |                                                                      |                                                                      |   | Olympique de Marsella      | 3                                                     | 2                                                     | 5                                                     |                                                       |  |                    |                                                       |                                                       |                                                       |                                                       |  |                               |                                                      |                                                      |                                                      |                                                      |  |                       |                                                  |                                                  |  |
|  |                                                                      |                                                                      | Athletic Club                                                        | 1                                                                    | 1 | 2                          |                                                       |                                                       |                                                       |                                                       |  |                    |                                                       |                                                       |                                                       |                                                       |  |                               |                                                      |                                                      |                                                      |                                                      |  |                       |                                                  |                                                  |  |
|  | Spartak Moscú                                                        | 1                                                                    | Athletic Club                                                        | 1                                                                    | 1 | 2                          | 2                                                     | 3                                                     |                                                       |                                                       |  |                    |                                                       |                                                       |                                                       |                                                       |  |                               |                                                      |                                                      |                                                      |                                                      |  |                       |                                                  |                                                  |  |
|  | Spartak Moscú                                                        | 1                                                                    |                                                                      |                                                                      |   |                            |                                                       |                                                       |                                                       |                                                       |  |                    |                                                       |                                                       |                                                       |                                                       |  |                               |                                                      |                                                      |                                                      |                                                      |  |                       |                                                  |                                                  |  |
|  | Athletic Club                                                        | 3                                                                    | 1                                                                    | 4                                                                    |   |                            |                                                       |                                                       |                                                       |                                                       |  |                    |                                                       |                                                       |                                                       |                                                       |  |                               |                                                      |                                                      |                                                      |                                                      |  |                       |                                                  |                                                  |  |
|  | Athletic Club                                                        | 3                                                                    | 1                                                                    | 4                                                                    |   |                            |                                                       |                                                       |                                                       |                                                       |  |                    |                                                       |                                                       |                                                       |                                                       |  | Olympique de Marsella (t. s.) | 2                                                    | 1                                                    | 3                                                    |                                                      |  |                       |                                                  |                                                  |  |
|  |                                                                      |                                                                      |                                                                      |                                                                      |   |                            |                                                       |                                                       |                                                       |                                                       |  |                    |                                                       |                                                       |                                                       |                                                       |  | Olympique de Marsella (t. s.) | 2                                                    | 1                                                    | 3                                                    |                                                      |  |                       |                                                  |                                                  |  |
|  |                                                                      |                                                                      | Red Bull Salzburgo                                                   | 0                                                                    | 2 | 2                          |                                                       |                                                       |                                                       |                                                       |  |                    |                                                       |                                                       |                                                       |                                                       |  |                               |                                                      |                                                      |                                                      |                                                      |  |                       |                                                  |                                                  |  |
|  | Borussia Dortmund                                                    | 3                                                                    | Red Bull Salzburgo                                                   | 0                                                                    | 2 | 2                          | 1                                                     | 4                                                     |                                                       |                                                       |  |                    |                                                       |                                                       |                                                       |                                                       |  |                               |                                                      |                                                      |                                                      |                                                      |  |                       |                                                  |                                                  |  |
|  | Borussia Dortmund                                                    | 3                                                                    |                                                                      |                                                                      |   |                            |                                                       |                                                       |                                                       |                                                       |  |                    |                                                       |                                                       |                                                       |                                                       |  |                               |                                                      |                                                      |                                                      |                                                      |  |                       |                                                  |                                                  |  |
|  | Atalanta                                                             | 2                                                                    | 1                                                                    | 3                                                                    |   |                            |                                                       |                                                       |                                                       |                                                       |  |                    |                                                       |                                                       |                                                       |                                                       |  |                               |                                                      |                                                      |                                                      |                                                      |  |                       |                                                  |                                                  |  |
|  | Atalanta                                                             | 2                                                                    | 1                                                                    | 3                                                                    |   | Borussia Dortmund          | 1                                                     | 0                                                     | 1                                                     |                                                       |  |                    |                                                       |                                                       |                                                       |                                                       |  |                               |                                                      |                                                      |                                                      |                                                      |  |                       |                                                  |                                                  |  |
|  |                                                                      |                                                                      |                                                                      |                                                                      |   | Borussia Dortmund          | 1                                                     | 0                                                     | 1                                                     |                                                       |  |                    |                                                       |                                                       |                                                       |                                                       |  |                               |                                                      |                                                      |                                                      |                                                      |  |                       |                                                  |                                                  |  |
|  |                                                                      |                                                                      | Red Bull Salzburgo                                                   | 2                                                                    | 0 | 2                          |                                                       |                                                       |                                                       |                                                       |  |                    |                                                       |                                                       |                                                       |                                                       |  |                               |                                                      |                                                      |                                                      |                                                      |  |                       |                                                  |                                                  |  |
|  | Real Sociedad                                                        | 2                                                                    | Red Bull Salzburgo                                                   | 2                                                                    | 0 | 2                          | 1                                                     | 3                                                     |                                                       |                                                       |  |                    |                                                       |                                                       |                                                       |                                                       |  |                               |                                                      |                                                      |                                                      |                                                      |  |                       |                                                  |                                                  |  |
|  | Real Sociedad                                                        | 2                                                                    |                                                                      |                                                                      |   |                            |                                                       |                                                       |                                                       |                                                       |  |                    |                                                       |                                                       |                                                       |                                                       |  |                               |                                                      |                                                      |                                                      |                                                      |  |                       |                                                  |                                                  |  |
|  | Red Bull Salzburgo                                                   | 2                                                                    | 2                                                                    | 4                                                                    |   |                            |                                                       |                                                       |                                                       |                                                       |  |                    |                                                       |                                                       |                                                       |                                                       |  |                               |                                                      |                                                      |                                                      |                                                      |  |                       |                                                  |                                                  |  |
|  | Red Bull Salzburgo                                                   | 2                                                                    | 2                                                                    | 4                                                                    |   |                            |                                                       |                                                       |                                                       |                                                       |  | Red Bull Salzburgo | 2                                                     | 4                                                     | 6                                                     |                                                       |  |                               |                                                      |                                                      |                                                      |                                                      |  |                       |                                                  |                                                  |  |
|  |                                                                      |                                                                      |                                                                      |                                                                      |   |                            |                                                       |                                                       |                                                       |                                                       |  | Red Bull Salzburgo | 2                                                     | 4                                                     | 6                                                     |                                                       |  |                               |                                                      |                                                      |                                                      |                                                      |  |                       |                                                  |                                                  |  |
|  |                                                                      |                                                                      | Lazio                                                                | 4                                                                    | 1 | 5                          |                                                       |                                                       |                                                       |                                                       |  |                    |                                                       |                                                       |                                                       |                                                       |  |                               |                                                      |                                                      |                                                      |                                                      |  |                       |                                                  |                                                  |  |
|  | Steaua de Bucarest                                                   | 1                                                                    | Lazio                                                                | 4                                                                    | 1 | 5                          | 1                                                     | 2                                                     |                                                       |                                                       |  |                    |                                                       |                                                       |                                                       |                                                       |  |                               |                                                      |                                                      |                                                      |                                                      |  |                       |                                                  |                                                  |  |
|  | Steaua de Bucarest                                                   | 1                                                                    |                                                                      |                                                                      |   |                            |                                                       |                                                       |                                                       |                                                       |  |                    |                                                       |                                                       |                                                       |                                                       |  |                               |                                                      |                                                      |                                                      |                                                      |  |                       |                                                  |                                                  |  |
|  | Lazio                                                                | 0                                                                    | 5                                                                    | 5                                                                    |   |                            |                                                       |                                                       |                                                       |                                                       |  |                    |                                                       |                                                       |                                                       |                                                       |  |                               |                                                      |                                                      |                                                      |                                                      |  |                       |                                                  |                                                  |  |
|  | Lazio                                                                | 0                                                                    | 5                                                                    | 5                                                                    |   | Lazio                      | 2                                                     | 2                                                     | 4                                                     |                                                       |  |                    |                                                       |                                                       |                                                       |                                                       |  |                               |                                                      |                                                      |                                                      |                                                      |  |                       |                                                  |                                                  |  |
|  |                                                                      |                                                                      |                                                                      |                                                                      |   | Lazio                      | 2                                                     | 2                                                     | 4                                                     |                                                       |  |                    |                                                       |                                                       |                                                       |                                                       |  |                               |                                                      |                                                      |                                                      |                                                      |  |                       |                                                  |                                                  |  |
|  |                                                                      |                                                                      | Dinamo de Kiev                                                       | 2                                                                    | 0 | 2                          |                                                       |                                                       |                                                       |                                                       |  |                    |                                                       |                                                       |                                                       |                                                       |  |                               |                                                      |                                                      |                                                      |                                                      |  |                       |                                                  |                                                  |  |
|  | AEK Atenas                                                           | 1                                                                    | Dinamo de Kiev                                                       | 2                                                                    | 0 | 2                          | 0                                                     | 1                                                     |                                                       |                                                       |  |                    |                                                       |                                                       |                                                       |                                                       |  |                               |                                                      |                                                      |                                                      |                                                      |  |                       |                                                  |                                                  |  |
|  | AEK Atenas                                                           | 1                                                                    |                                                                      |                                                                      |   |                            |                                                       |                                                       |                                                       |                                                       |  |                    |                                                       |                                                       |                                                       |                                                       |  |                               |                                                      |                                                      |                                                      |                                                      |  |                       |                                                  |                                                  |  |
|  | Dinamo de Kiev (v.)                                                  | 1                                                                    | 0                                                                    | 1                                                                    |   |                            |                                                       |                                                       |                                                       |                                                       |  |                    |                                                       |                                                       |                                                       |                                                       |  |                               |                                                      |                                                      |                                                      |                                                      |  |                       |                                                  |                                                  |  |
|  | Dinamo de Kiev (v.)                                                  | 1                                                                    | 0                                                                    | 1                                                                    |   |                            |                                                       |                                                       |                                                       |                                                       |  |                    |                                                       |                                                       |                                                       |                                                       |  |                               |                                                      |                                                      |                                                      |                                                      |  | Olympique de Marsella | 0                                                |                                                  |  |
|  |                                                                      |                                                                      |                                                                      |                                                                      |   |                            |                                                       |                                                       |                                                       |                                                       |  |                    |                                                       |                                                       |                                                       |                                                       |  |                               |                                                      |                                                      |                                                      |                                                      |  | Olympique de Marsella | 0                                                |                                                  |  |
|  |                                                                      |                                                                      | Atlético de Madrid                                                   | 3                                                                    |   |                            |                                                       |                                                       |                                                       |                                                       |  |                    |                                                       |                                                       |                                                       |                                                       |  |                               |                                                      |                                                      |                                                      |                                                      |  |                       |                                                  |                                                  |  |
|  | Ludogorets Razgrad                                                   | 0                                                                    | Atlético de Madrid                                                   | 3                                                                    | 0 | 0                          |                                                       |                                                       |                                                       |                                                       |  |                    |                                                       |                                                       |                                                       |                                                       |  |                               |                                                      |                                                      |                                                      |                                                      |  |                       |                                                  |                                                  |  |
|  | Ludogorets Razgrad                                                   | 0                                                                    |                                                                      |                                                                      |   |                            |                                                       |                                                       |                                                       |                                                       |  |                    |                                                       |                                                       |                                                       |                                                       |  |                               |                                                      |                                                      |                                                      |                                                      |  |                       |                                                  |                                                  |  |
|  | Milan                                                                | 3                                                                    | 1                                                                    | 4                                                                    |   |                            |                                                       |                                                       |                                                       |                                                       |  |                    |                                                       |                                                       |                                                       |                                                       |  |                               |                                                      |                                                      |                                                      |                                                      |  |                       |                                                  |                                                  |  |
|  | Milan                                                                | 3                                                                    | 1                                                                    | 4                                                                    |   | Milan                      | 0                                                     | 1                                                     | 1                                                     |                                                       |  |                    |                                                       |                                                       |                                                       |                                                       |  |                               |                                                      |                                                      |                                                      |                                                      |  |                       |                                                  |                                                  |  |
|  |                                                                      |                                                                      |                                                                      |                                                                      |   | Milan                      | 0                                                     | 1                                                     | 1                                                     |                                                       |  |                    |                                                       |                                                       |                                                       |                                                       |  |                               |                                                      |                                                      |                                                      |                                                      |  |                       |                                                  |                                                  |  |
|  |                                                                      |                                                                      | Arsenal                                                              | 2                                                                    | 3 | 5                          |                                                       |                                                       |                                                       |                                                       |  |                    |                                                       |                                                       |                                                       |                                                       |  |                               |                                                      |                                                      |                                                      |                                                      |  |                       |                                                  |                                                  |  |
|  | Östersunds                                                           | 0                                                                    | Arsenal                                                              | 2                                                                    | 3 | 5                          | 2                                                     | 2                                                     |                                                       |                                                       |  |                    |                                                       |                                                       |                                                       |                                                       |  |                               |                                                      |                                                      |                                                      |                                                      |  |                       |                                                  |                                                  |  |
|  | Östersunds                                                           | 0                                                                    |                                                                      |                                                                      |   |                            |                                                       |                                                       |                                                       |                                                       |  |                    |                                                       |                                                       |                                                       |                                                       |  |                               |                                                      |                                                      |                                                      |                                                      |  |                       |                                                  |                                                  |  |
|  | Arsenal                                                              | 3                                                                    | 1                                                                    | 4                                                                    |   |                            |                                                       |                                                       |                                                       |                                                       |  |                    |                                                       |                                                       |                                                       |                                                       |  |                               |                                                      |                                                      |                                                      |                                                      |  |                       |                                                  |                                                  |  |
|  | Arsenal                                                              | 3                                                                    | 1                                                                    | 4                                                                    |   |                            |                                                       |                                                       |                                                       |                                                       |  | Arsenal            | 4                                                     | 2                                                     | 6                                                     |                                                       |  |                               |                                                      |                                                      |                                                      |                                                      |  |                       |                                                  |                                                  |  |
|  |                                                                      |                                                                      |                                                                      |                                                                      |   |                            |                                                       |                                                       |                                                       |                                                       |  | Arsenal            | 4                                                     | 2                                                     | 6                                                     |                                                       |  |                               |                                                      |                                                      |                                                      |                                                      |  |                       |                                                  |                                                  |  |
|  |                                                                      |                                                                      | CSKA Moscú                                                           | 1                                                                    | 2 | 3                          |                                                       |                                                       |                                                       |                                                       |  |                    |                                                       |                                                       |                                                       |                                                       |  |                               |                                                      |                                                      |                                                      |                                                      |  |                       |                                                  |                                                  |  |
|  | Estrella Roja                                                        | 0                                                                    | CSKA Moscú                                                           | 1                                                                    | 2 | 3                          | 0                                                     | 0                                                     |                                                       |                                                       |  |                    |                                                       |                                                       |                                                       |                                                       |  |                               |                                                      |                                                      |                                                      |                                                      |  |                       |                                                  |                                                  |  |
|  | Estrella Roja                                                        | 0                                                                    |                                                                      |                                                                      |   |                            |                                                       |                                                       |                                                       |                                                       |  |                    |                                                       |                                                       |                                                       |                                                       |  |                               |                                                      |                                                      |                                                      |                                                      |  |                       |                                                  |                                                  |  |
|  | CSKA Moscú                                                           | 0                                                                    | 1                                                                    | 1                                                                    |   |                            |                                                       |                                                       |                                                       |                                                       |  |                    |                                                       |                                                       |                                                       |                                                       |  |                               |                                                      |                                                      |                                                      |                                                      |  |                       |                                                  |                                                  |  |
|  | CSKA Moscú                                                           | 0                                                                    | 1                                                                    | 1                                                                    |   | CSKA Moscú (v.)            | 0                                                     | 3                                                     | 3                                                     |                                                       |  |                    |                                                       |                                                       |                                                       |                                                       |  |                               |                                                      |                                                      |                                                      |                                                      |  |                       |                                                  |                                                  |  |
|  |                                                                      |                                                                      |                                                                      |                                                                      |   | CSKA Moscú (v.)            | 0                                                     | 3                                                     | 3                                                     |                                                       |  |                    |                                                       |                                                       |                                                       |                                                       |  |                               |                                                      |                                                      |                                                      |                                                      |  |                       |                                                  |                                                  |  |
|  |                                                                      |                                                                      | Olympique de Lyon                                                    | 1                                                                    | 2 | 3                          |                                                       |                                                       |                                                       |                                                       |  |                    |                                                       |                                                       |                                                       |                                                       |  |                               |                                                      |                                                      |                                                      |                                                      |  |                       |                                                  |                                                  |  |
|  | Olympique de Lyon                                                    | 3                                                                    | Olympique de Lyon                                                    | 1                                                                    | 2 | 3                          | 1                                                     | 4                                                     |                                                       |                                                       |  |                    |                                                       |                                                       |                                                       |                                                       |  |                               |                                                      |                                                      |                                                      |                                                      |  |                       |                                                  |                                                  |  |
|  | Olympique de Lyon                                                    | 3                                                                    |                                                                      |                                                                      |   |                            |                                                       |                                                       |                                                       |                                                       |  |                    |                                                       |                                                       |                                                       |                                                       |  |                               |                                                      |                                                      |                                                      |                                                      |  |                       |                                                  |                                                  |  |
|  | Villarreal                                                           | 1                                                                    | 0                                                                    | 1                                                                    |   |                            |                                                       |                                                       |                                                       |                                                       |  |                    |                                                       |                                                       |                                                       |                                                       |  |                               |                                                      |                                                      |                                                      |                                                      |  |                       |                                                  |                                                  |  |
|  | Villarreal                                                           | 1                                                                    | 0                                                                    | 1                                                                    |   |                            |                                                       |                                                       |                                                       |                                                       |  |                    |                                                       |                                                       |                                                       |                                                       |  | Arsenal                       | 1                                                    | 0                                                    | 1                                                    |                                                      |  |                       |                                                  |                                                  |  |
|  |                                                                      |                                                                      |                                                                      |                                                                      |   |                            |                                                       |                                                       |                                                       |                                                       |  |                    |                                                       |                                                       |                                                       |                                                       |  | Arsenal                       | 1                                                    | 0                                                    | 1                                                    |                                                      |  |                       |                                                  |                                                  |  |
|  |                                                                      |                                                                      | Atlético de Madrid                                                   | 1                                                                    | 1 | 2                          |                                                       |                                                       |                                                       |                                                       |  |                    |                                                       |                                                       |                                                       |                                                       |  |                               |                                                      |                                                      |                                                      |                                                      |  |                       |                                                  |                                                  |  |
|  | Copenhague                                                           | 1                                                                    | Atlético de Madrid                                                   | 1                                                                    | 1 | 2                          | 0                                                     | 1                                                     |                                                       |                                                       |  |                    |                                                       |                                                       |                                                       |                                                       |  |                               |                                                      |                                                      |                                                      |                                                      |  |                       |                                                  |                                                  |  |
|  | Copenhague                                                           | 1                                                                    |                                                                      |                                                                      |   |                            |                                                       |                                                       |                                                       |                                                       |  |                    |                                                       |                                                       |                                                       |                                                       |  |                               |                                                      |                                                      |                                                      |                                                      |  |                       |                                                  |                                                  |  |
|  | Atlético de Madrid                                                   | 4                                                                    | 1                                                                    | 5                                                                    |   |                            |                                                       |                                                       |                                                       |                                                       |  |                    |                                                       |                                                       |                                                       |                                                       |  |                               |                                                      |                                                      |                                                      |                                                      |  |                       |                                                  |                                                  |  |
|  | Atlético de Madrid                                                   | 4                                                                    | 1                                                                    | 5                                                                    |   | Atlético de Madrid         | 3                                                     | 5                                                     | 8                                                     |                                                       |  |                    |                                                       |                                                       |                                                       |                                                       |  |                               |                                                      |                                                      |                                                      |                                                      |  |                       |                                                  |                                                  |  |
|  |                                                                      |                                                                      |                                                                      |                                                                      |   | Atlético de Madrid         | 3                                                     | 5                                                     | 8                                                     |                                                       |  |                    |                                                       |                                                       |                                                       |                                                       |  |                               |                                                      |                                                      |                                                      |                                                      |  |                       |                                                  |                                                  |  |
|  |                                                                      |                                                                      | Lokomotiv Moscú                                                      | 0                                                                    | 1 | 1                          |                                                       |                                                       |                                                       |                                                       |  |                    |                                                       |                                                       |                                                       |                                                       |  |                               |                                                      |                                                      |                                                      |                                                      |  |                       |                                                  |                                                  |  |
|  | Niza                                                                 | 2                                                                    | Lokomotiv Moscú                                                      | 0                                                                    | 1 | 1                          | 0                                                     | 2                                                     |                                                       |                                                       |  |                    |                                                       |                                                       |                                                       |                                                       |  |                               |                                                      |                                                      |                                                      |                                                      |  |                       |                                                  |                                                  |  |
|  | Niza                                                                 | 2                                                                    |                                                                      |                                                                      |   |                            |                                                       |                                                       |                                                       |                                                       |  |                    |                                                       |                                                       |                                                       |                                                       |  |                               |                                                      |                                                      |                                                      |                                                      |  |                       |                                                  |                                                  |  |
|  | Lokomotiv Moscú                                                      | 3                                                                    | 1                                                                    | 4                                                                    |   |                            |                                                       |                                                       |                                                       |                                                       |  |                    |                                                       |                                                       |                                                       |                                                       |  |                               |                                                      |                                                      |                                                      |                                                      |  |                       |                                                  |                                                  |  |
|  | Lokomotiv Moscú                                                      | 3                                                                    | 1                                                                    | 4                                                                    |   |                            |                                                       |                                                       |                                                       |                                                       |  | Atlético de Madrid | 2                                                     | 0                                                     | 2                                                     |                                                       |  |                               |                                                      |                                                      |                                                      |                                                      |  |                       |                                                  |                                                  |  |
|  |                                                                      |                                                                      |                                                                      |                                                                      |   |                            |                                                       |                                                       |                                                       |                                                       |  | Atlético de Madrid | 2                                                     | 0                                                     | 2                                                     |                                                       |  |                               |                                                      |                                                      |                                                      |                                                      |  |                       |                                                  |                                                  |  |
|  |                                                                      |                                                                      | Sporting de Lisboa                                                   | 0                                                                    | 1 | 1                          |                                                       |                                                       |                                                       |                                                       |  |                    |                                                       |                                                       |                                                       |                                                       |  |                               |                                                      |                                                      |                                                      |                                                      |  |                       |                                                  |                                                  |  |
|  | Astana                                                               | 1                                                                    | Sporting de Lisboa                                                   | 0                                                                    | 1 | 1                          | 3                                                     | 4                                                     |                                                       |                                                       |  |                    |                                                       |                                                       |                                                       |                                                       |  |                               |                                                      |                                                      |                                                      |                                                      |  |                       |                                                  |                                                  |  |
|  | Astana                                                               | 1                                                                    |                                                                      |                                                                      |   |                            |                                                       |                                                       |                                                       |                                                       |  |                    |                                                       |                                                       |                                                       |                                                       |  |                               |                                                      |                                                      |                                                      |                                                      |  |                       |                                                  |                                                  |  |
|  | Sporting de Lisboa                                                   | 3                                                                    | 3                                                                    | 6                                                                    |   |                            |                                                       |                                                       |                                                       |                                                       |  |                    |                                                       |                                                       |                                                       |                                                       |  |                               |                                                      |                                                      |                                                      |                                                      |  |                       |                                                  |                                                  |  |
|  | Sporting de Lisboa                                                   | 3                                                                    | 3                                                                    | 6                                                                    |   | Sporting de Lisboa (t. s.) | 2                                                     | 1                                                     | 3                                                     |                                                       |  |                    |                                                       |                                                       |                                                       |                                                       |  |                               |                                                      |                                                      |                                                      |                                                      |  |                       |                                                  |                                                  |  |
|  |                                                                      |                                                                      |                                                                      |                                                                      |   | Sporting de Lisboa (t. s.) | 2                                                     | 1                                                     | 3                                                     |                                                       |  |                    |                                                       |                                                       |                                                       |                                                       |  |                               |                                                      |                                                      |                                                      |                                                      |  |                       |                                                  |                                                  |  |
|  |                                                                      |                                                                      | Viktoria Plzeň                                                       | 0                                                                    | 2 | 2                          |                                                       |                                                       |                                                       |                                                       |  |                    |                                                       |                                                       |                                                       |                                                       |  |                               |                                                      |                                                      |                                                      |                                                      |  |                       |                                                  |                                                  |  |
|  | Partizán                                                             | 1                                                                    | Viktoria Plzeň                                                       | 0                                                                    | 2 | 2                          | 0                                                     | 1                                                     |                                                       |                                                       |  |                    |                                                       |                                                       |                                                       |                                                       |  |                               |                                                      |                                                      |                                                      |                                                      |  |                       |                                                  |                                                  |  |
|  | Partizán                                                             | 1                                                                    |                                                                      |                                                                      |   |                            |                                                       |                                                       |                                                       |                                                       |  |                    |                                                       |                                                       |                                                       |                                                       |  |                               |                                                      |                                                      |                                                      |                                                      |  |                       |                                                  |                                                  |  |
|  | Viktoria Plzeň                                                       | 1                                                                    | 2                                                                    | 3                                                                    |   |                            |                                                       |                                                       |                                                       |                                                       |  |                    |                                                       |                                                       |                                                       |                                                       |  |                               |                                                      |                                                      |                                                      |                                                      |  |                       |                                                  |                                                  |  |
|  | Viktoria Plzeň                                                       | 1                                                                    | 2                                                                    | 3                                                                    |   |                            |                                                       |                                                       |                                                       |                                                       |  |                    |                                                       |                                                       |                                                       |                                                       |  |                               |                                                      |                                                      |                                                      |                                                      |  |                       |                                                  |                                                  |  |
|  |                                                                      |                                                                      |                                                                      |                                                                      |   |                            |                                                       |                                                       |                                                       |                                                       |  |                    |                                                       |                                                       |                                                       |                                                       |  |                               |                                                      |                                                      |                                                      |                                                      |  |                       |                                                  |                                                  |  |

### Dieciseisavos de final
El sorteo para los dieciseisavos de final de la Liga Europa de la UEFA 2017/18 se celebró el 11 de diciembre de 2017 en la sede de la UEFA en Nyon, Suiza.
| Equipo 1              | Agr.     | Equipo 2           | Ida | Vuelta |
| --------------------- | -------- | ------------------ | --- | ------ |
| Borussia Dortmund     | 4–3      | Atalanta           | 3–2 | 1–1    |
| Niza                  | 2–4      | Lokomotiv Moscú    | 2–3 | 0–1    |
| Copenhague            | 1–5      | Atlético de Madrid | 1–4 | 0–1    |
| Spartak de Moscú      | 3–4      | Athletic Bilbao    | 1–3 | 2–1    |
| AEK Atenas            | 1–1 (v.) | Dinamo de Kiev     | 1–1 | 0–0    |
| Celtic                | 1–3      | Zenit              | 1–0 | 0–3    |
| Napoli                | 3–3 (v.) | RB Leipzig         | 1–3 | 2–0    |
| Estrella Roja         | 0–1      | CSKA Moscú         | 0–0 | 0–1    |
| Olympique de Lyon     | 4–1      | Villarreal         | 3–1 | 1–0    |
| Real Sociedad         | 3–4      | Red Bull Salzburgo | 2–2 | 1–2    |
| Partizán              | 1–3      | Viktoria Plzeň     | 1–1 | 0–2    |
| Steaua de Bucarest    | 2–5      | Lazio              | 1–0 | 1–5    |
| Ludogorets Razgrad    | 0–4      | Milan              | 0–3 | 0–1    |
| Astana                | 4–6      | Sporting de Lisboa | 1–3 | 3–3    |
| Östersunds            | 2–4      | Arsenal            | 0–3 | 2–1    |
| Olympique de Marsella | 3–1      | Sporting Braga     | 3–0 | 0–1    |

### Octavos de final
El sorteo para los octavos de final de la Liga Europa de la UEFA 2017/18 se celebró el 23 de febrero de 2018 en la sede de la UEFA en Nyon, Suiza.
| Equipo 1              | Agr.       | Equipo 2           | Ida | Vuelta |
| --------------------- | ---------- | ------------------ | --- | ------ |
| Lazio                 | 4–2        | Dinamo de Kiev     | 2–2 | 2–0    |
| RB Leipzig            | 3–2        | Zenit              | 2–1 | 1–1    |
| Atlético de Madrid    | 8–1        | Lokomotiv Moscú    | 3–0 | 5–1    |
| CSKA Moscú            | (v.) 3–3   | Olympique de Lyon  | 0–1 | 3–2    |
| Olympique de Marsella | 5–2        | Athletic Bilbao    | 3–1 | 2–1    |
| Sporting de Lisboa    | 3–2 (t.s.) | Viktoria Plzeň     | 2–0 | 1–2    |
| Borussia Dortmund     | 1–2        | Red Bull Salzburgo | 1–2 | 0–0    |
| Milan                 | 1–5        | Arsenal            | 0–2 | 1–3    |

### Cuartos de final
El sorteo para los cuartos de final de la Liga Europa de la UEFA 2017/18 se celebró el 16 de marzo de 2018 en la sede de la UEFA en Nyon, Suiza. Los partidos de ida y vuelta se jugaron el 5 y el 12 de abril de 2018 respectivamente.
| Equipo 1           | Agr. | Equipo 2              | Ida | Vuelta |
| ------------------ | ---- | --------------------- | --- | ------ |
| RB Leipzig         | 3–5  | Olympique de Marsella | 1–0 | 2–5    |
| Arsenal            | 6–3  | CSKA Moscú            | 4–1 | 2–2    |
| Atlético de Madrid | 2–1  | Sporting de Lisboa    | 2–0 | 0–1    |
| Lazio              | 5–6  | Red Bull Salzburgo    | 4–2 | 1–4    |

### Semifinales
El sorteo se celebró el 13 de abril de 2018 a las 13:00 CEST.
Los partidos de ida y vuelta se jugarán el 26 de abril y el 3 de mayo de 2018 respectivamente.
| Equipo 1              | Agr.       | Equipo 2           | Ida | Vuelta |
| --------------------- | ---------- | ------------------ | --- | ------ |
| Olympique de Marsella | 3–2 (t.s.) | Red Bull Salzburgo | 2–0 | 1–2    |
| Arsenal               | 1–2        | Atlético de Madrid | 1–1 | 0–1    |

### Final
| 30         | POR        | Steve Mandanda             |     |
| 17         | DEF        | Bouna Sarr                 |     |
| 23         | DEF        | Adil Rami                  |     |
| 19         | DEF        | Luiz Gustavo               |     |
| 18         | DEF        | Jordan Amavi               |     |
| 29         | MED        | André-Frank Zambo Anguissa |     |
| 8          | MED        | Morgan Sanson              |     |
| 26         | MED        | Florian Thauvin            |     |
| 5          | MED        | Lucas Ocampos              | 55' |
| 10         | MED        | Dimitri Payet              | 32' |
| 28         | DEL        | Valère Germain             | 74' |
| Entrenador | Entrenador | Rudi García                |     |

| 13         | POR        | Jan Oblak          |     |
| 16         | DEF        | Šime Vrsaljko      | 45' |
| 24         | DEF        | José María Giménez |     |
| 2          | DEF        | Diego Godín        |     |
| 19         | DEF        | Lucas Hernández    |     |
| 14         | MED        | Gabi Fernández     |     |
| 8          | MED        | Saúl Ñíguez        |     |
| 6          | MED        | Koke Resurrección  |     |
| 11         | MED        | Ángel Correa       | 87' |
| 7          | DEL        | Antoine Griezmann  | 90' |
| 18         | DEL        | Diego Costa        |     |
| Entrenador | Entrenador | Diego Simeone      |     |

| 27 | MED | Maxime Lopez           | 32' |
| 14 | DEL | Clinton N'Jie          | 55' |
| 11 | DEL | Konstantinos Mitroglou | 74' |

| 20 | DEF | Juanfran Torres | 45' |
| 5  | MED | Thomas Partey   | 87' |
| 9  | DEL | Fernando Torres | 90' |

| Anotado | 21' | Antoine Griezmann | 0 – 1 |
| Anotado | 49' | Antoine Griezmann | 0 – 2 |
| Anotado | 89' | Gabi Fernández    | 0 – 3 |

| 38' | Jordan Amavi  |  |
| 75' | Luiz Gustavo  |  |
| 78' | Clinton N'Jie |  |

| 25' | Šime Vrsaljko   |  |
| 78' | Lucas Hernández |  |

| Árbitro                         | Björn Kuipers     |
| Árbitros asistentes             | Sander van Roekel |
| Árbitros asistentes             | Erwin Zeinstra    |
| Cuarto árbitro                  | Szymon Marciniak  |
| Árbitros asistentes adicionales | Danny Makkelie    |
| Árbitros asistentes adicionales | Pol van Boekel    |
| Árbitro asistente de reserva    | Mario Diks        |

| 30         | POR        | Steve Mandanda             |     |
| 17         | DEF        | Bouna Sarr                 |     |
| 23         | DEF        | Adil Rami                  |     |
| 19         | DEF        | Luiz Gustavo               |     |
| 18         | DEF        | Jordan Amavi               |     |
| 29         | MED        | André-Frank Zambo Anguissa |     |
| 8          | MED        | Morgan Sanson              |     |
| 26         | MED        | Florian Thauvin            |     |
| 5          | MED        | Lucas Ocampos              | 55' |
| 10         | MED        | Dimitri Payet              | 32' |
| 28         | DEL        | Valère Germain             | 74' |
| Entrenador | Entrenador | Rudi García                |     |

| 13         | POR        | Jan Oblak          |     |
| 16         | DEF        | Šime Vrsaljko      | 45' |
| 24         | DEF        | José María Giménez |     |
| 2          | DEF        | Diego Godín        |     |
| 19         | DEF        | Lucas Hernández    |     |
| 14         | MED        | Gabi Fernández     |     |
| 8          | MED        | Saúl Ñíguez        |     |
| 6          | MED        | Koke Resurrección  |     |
| 11         | MED        | Ángel Correa       | 87' |
| 7          | DEL        | Antoine Griezmann  | 90' |
| 18         | DEL        | Diego Costa        |     |
| Entrenador | Entrenador | Diego Simeone      |     |

| 27 | MED | Maxime Lopez           | 32' |
| 14 | DEL | Clinton N'Jie          | 55' |
| 11 | DEL | Konstantinos Mitroglou | 74' |

| 20 | DEF | Juanfran Torres | 45' |
| 5  | MED | Thomas Partey   | 87' |
| 9  | DEL | Fernando Torres | 90' |

| Anotado | 21' | Antoine Griezmann | 0 – 1 |
| Anotado | 49' | Antoine Griezmann | 0 – 2 |
| Anotado | 89' | Gabi Fernández    | 0 – 3 |

| 38' | Jordan Amavi  |  |
| 75' | Luiz Gustavo  |  |
| 78' | Clinton N'Jie |  |

| 25' | Šime Vrsaljko   |  |
| 78' | Lucas Hernández |  |

| Árbitro                         | Björn Kuipers     |
| Árbitros asistentes             | Sander van Roekel |
| Árbitros asistentes             | Erwin Zeinstra    |
| Cuarto árbitro                  | Szymon Marciniak  |
| Árbitros asistentes adicionales | Danny Makkelie    |
| Árbitros asistentes adicionales | Pol van Boekel    |
| Árbitro asistente de reserva    | Mario Diks        |

|                                        |
| Bandera de España                      |
| Campeón Atlético de Madrid 3.er título |

## Estadísticas

### Tabla de goleadores
Nota: No contabilizados los partidos y goles en rondas previas.
| Jugador           | Equipo                | Goles | Minutos jugados |
| ----------------- | --------------------- | ----- | --------------- |
| Ciro Immobile     | Lazio                 | 8     | 582'            |
| Aritz Aduriz      | Athletic Club         | 8     | 801'            |
| Júnior Moraes     | Dinamo de Kiev        | 7     | 742'            |
| Antoine Griezmann | Atlético de Madrid    | 6     | 631'            |
| Mario Balotelli   | Niza                  | 6     | 528'            |
| Aleksandr Kokorin | Zenit San Petersburgo | 6     | 698'            |
| André Silva       | Milán                 | 6     | 722'            |
| Emiliano Rigoni   | Zenit San Petersburgo | 6     | 775'            |
| Manuel Fernandes  | Lokomotiv Moscú       | 6     | 900'            |

### Tabla de asistencias
Nota: No contabilizados los partidos y asistencias en rondas previas.
| Jugador            | Equipo                | Asistencias | Minutos jugados |
| ------------------ | --------------------- | ----------- | --------------- |
| Dimitri Payet      | Olympique de Marsella | 7           | 811'            |
| Sergio Canales     | Real Sociedad         | 6           | 557'            |
| Luis Alberto       | Lazio                 | 5           | 644'            |
| Stefan Lainer      | Red Bull Salzburgo    | 5           | 1080'           |
| Theo Walcott       | Arsenal               | 4           | 424'            |
| Mesut Özil         | Arsenal               | 4           | 609'            |
| Xabi Prieto        | Real Sociedad         | 4           | 483'            |
| Raphael Holzhauser | Austria Viena         | 4           | 536'            |
| Hakan Çalhanoğlu   | Milan                 | 4           | 613'            |
| Aleksei Miranchuk  | Lokomotiv Moscú       | 4           | 784'            |